# ポール・ゴーギャン
ウジェーヌ・アンリ・ポール・ゴーギャン（フランス語: Eugène Henri Paul Gauguin フランス語発音: [øʒɛn ãʁi pol ɡoɡɛ̃], 1848年6月7日 - 1903年5月8日）は、フランスのポスト印象派の画家。
姓はフランス語の発音に近い「ゴーガン」とも表記され、近年の美術展覧会などではこちらを採用する例も多い。

## 生涯

### 出生から少年時代
1848年、二月革命の年にパリに生まれた。父クローヴィスは共和主義者のジャーナリストであった。母アリーヌ・マリア・シャザルの母（祖母）は、初期社会主義の主唱者でペルー人の父を持つフローラ・トリスタンであった。1851年、ナポレオン3世のクーデターで、共和主義者であったクローヴィスは職を失い、一家はパリを離れてペルーに向かった。しかし、クローヴィスは航海中に急死した。残されたポールとその母と姉は、リマでポールの叔父を頼って4年間を過ごした。アリーヌはペルーにてインカ帝国の陶芸品を好んで収集していた。
ポールが7歳の時、一家はフランスに戻り、父方の祖父を頼ってオルレアンで生活を始めた。ここはゴーギャン家が昔から住んでいた土地であり、スペイン語で育っていたポールはここでフランス語を身に付けた。

### 就職・結婚
ポールは地元の学校に通った後、ラ・シャペル＝サン＝メマンの格式あるカトリック系寄宿学校に3年間通った。1861年、13歳の時、パリの海軍予備校に入学しようとするが、試験に失敗しオルレアンに戻ってリセ・ジャンヌ・ダルクを修了した。そして、商船の水先人見習いとなり世界中の海を巡る。1867年7月7日、母が亡くなったが、ポールは数か月後に姉からの知らせをインドで受け取るまで知らなかった。その後、1868年に兵役でフランス海軍に入隊し、1870年まで2年間勤めた。1871年、23歳の時パリに戻ると、母の富裕な交際相手ギュスターヴ・アローザの口利きにより、パリ証券取引所での職を得、株式仲買人として働くようになった。その後11年間にわたり実業家として成功し、1879年には株式仲買人として3万フランの年収を得るとともに、絵画取引でも同程度の収入を得ていた。
1873年、ゴーギャンは、デンマーク人女性メット＝ソフィー・ガッド（1850年 - 1920年）と結婚した。2人の間には、エミール（1874年 - 1955年）、アリーヌ（1877年 - 97年）、クローヴィス（1879年 - 1900年）、ジャン・ルネ（1881年 - 1961年）、ポール・ロロン（1883年 - 1961年）の5人の子供が生まれた。

### 絵の修業
株式仲買人としての仕事を始めた1873年頃から、ゴーギャンは、余暇に絵を描くようになった。彼が住むパリ9区には、印象派の画家たちが集まるカフェも多く、ゴーギャンは、画廊を訪れたり、新興の画家たちの作品を購入したりしていた。カミーユ・ピサロと知り合い、日曜日にはピサロの家を訪れて庭で一緒に絵を描いたりしていた。ピサロは、彼を、他の様々な画家たちにも紹介した。1876年、ゴーギャンの作品の一つがサロンに入選する。1877年、ゴーギャンは、川を渡って都心を離れたパリ15区ヴォージラールに引っ越し、この時、初めて家にアトリエを持った。元株式仲買人で画家を目指していた親友エミール・シェフネッケルも、近くに住んでいた。ゴーギャンは、1879年の第4回印象派展に息子エミールの彫像を出品していたが、1881年と1882年の印象派展には、絵を出展した。作品は、不評であった。
1882年、パリの株式市場が大暴落し、絵画市場も収縮した。ゴーギャンから絵を買い入れていた画商ポール・デュラン＝リュエルも恐慌の影響を受け、絵の買付けを停止した。ゴーギャンの収入は急減し、彼は、その後の2年間、徐々に絵画を本業とすることを考えるようになった。ピサロや、時にはポール・セザンヌと一緒に絵を描いて過ごすこともあった。1883年10月、彼は、ピサロに、画業で暮らしていきたいという決心を伝え、助けを求める手紙を送っている。翌1884年1月、ゴーギャンは、家族とともに、生活費の安いルーアンに移り、生活の立て直しを図ったが、うまく行かず、その年のうちに、妻メットはデンマークのコペンハーゲンに戻ってしまった。ゴーギャンも、11月、作品を手にコペンハーゲンに向かった。
ゴーギャンは、コペンハーゲンで防水布の外交販売を始めたが、言葉の壁にも阻まれ失敗した。そのため妻メットが外交官候補生へのフランス語の授業を持って、家計を支える状態であった。ゴーギャンはメットの求めを受けて、1885年、家族を残してパリに移った。

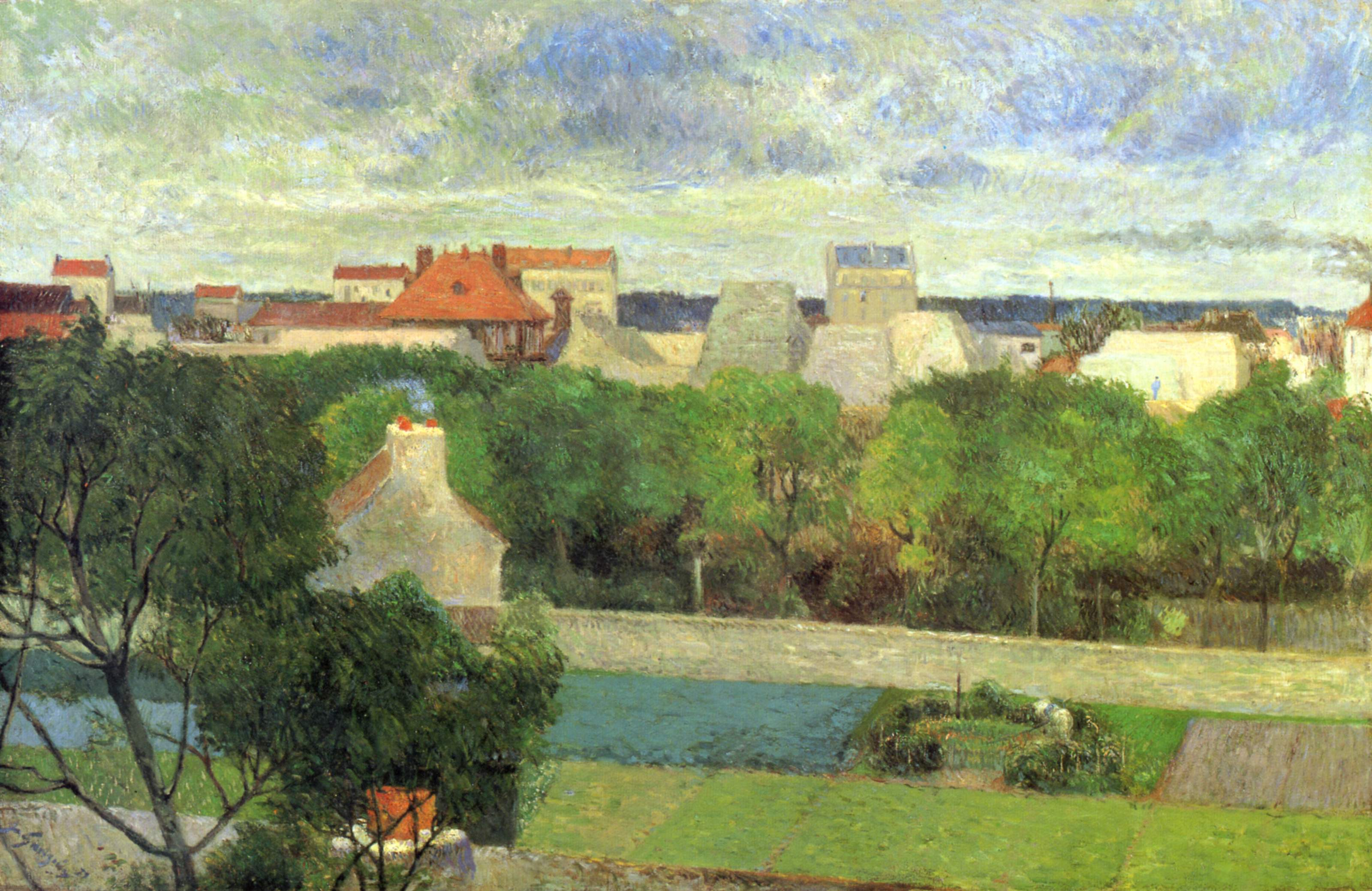
『ヴォージラールの市場の庭』1879年。スミス大学美術館。
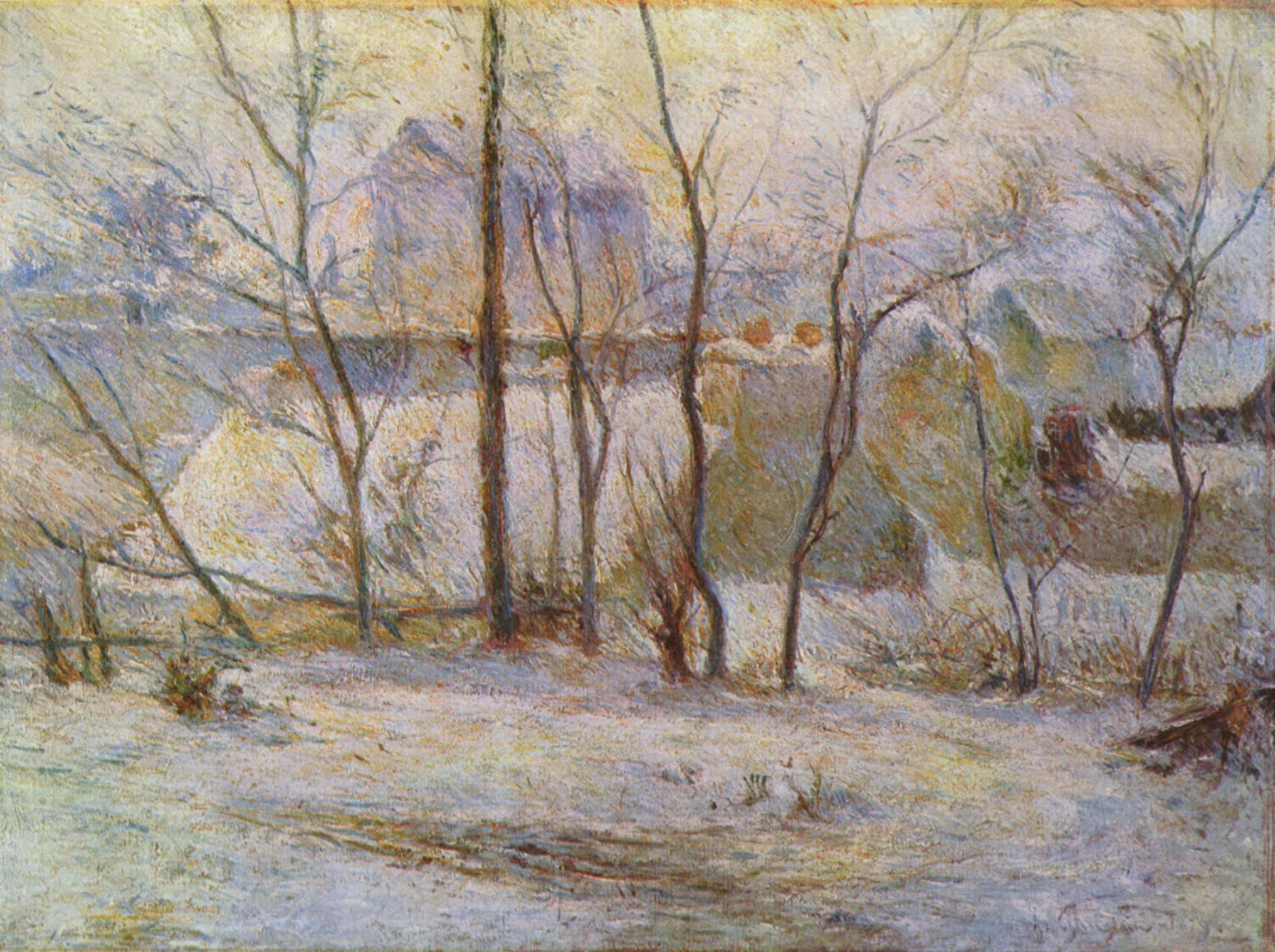
『冬の風景』1879年。ブダペスト国立西洋美術館。
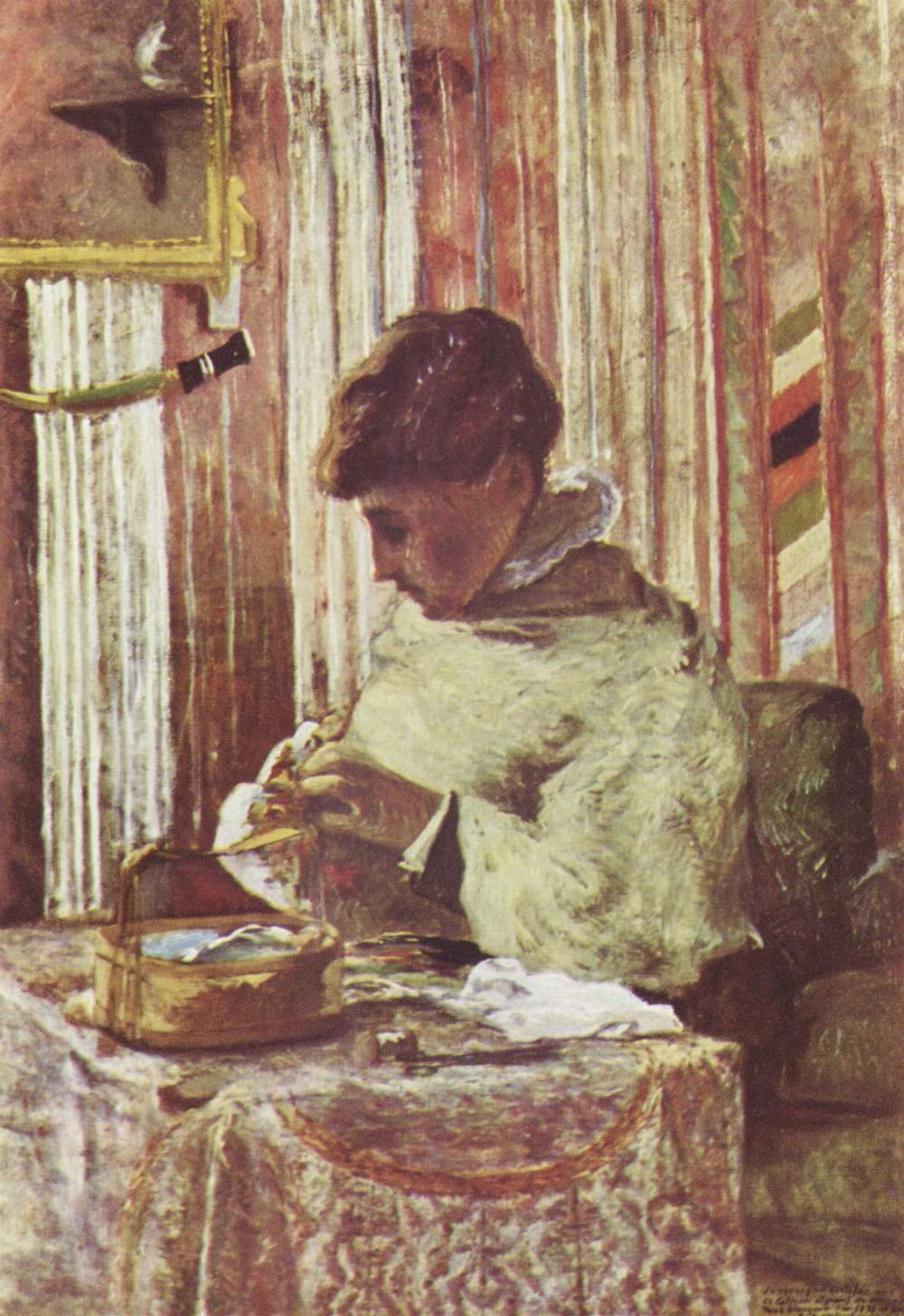
『ゴーギャン夫人の肖像』1880 - 81年頃。ビュールレ・コレクション。
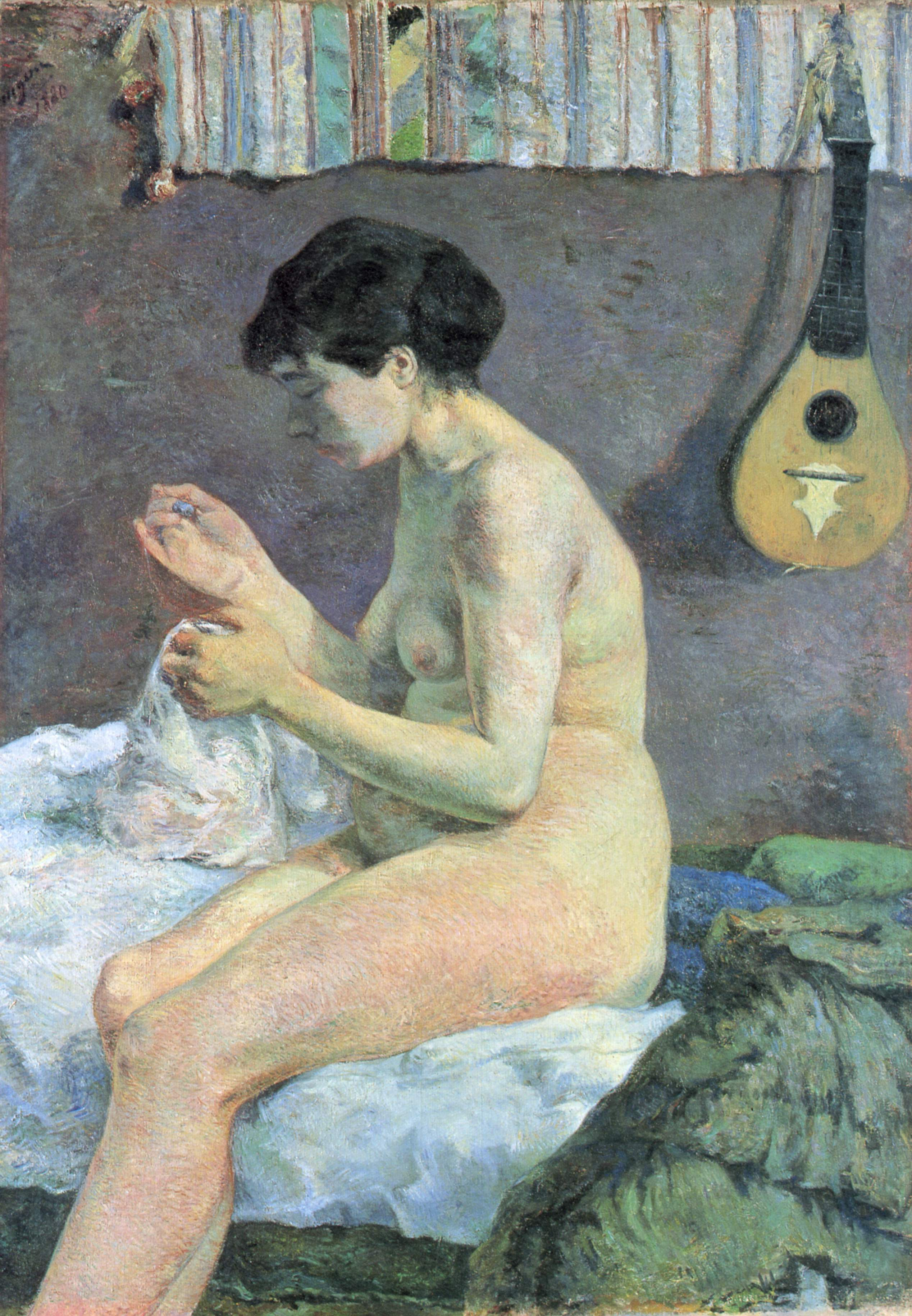
『縫い物をする女』1880年。ニイ・カールスベルグ・グリプトテク美術館。
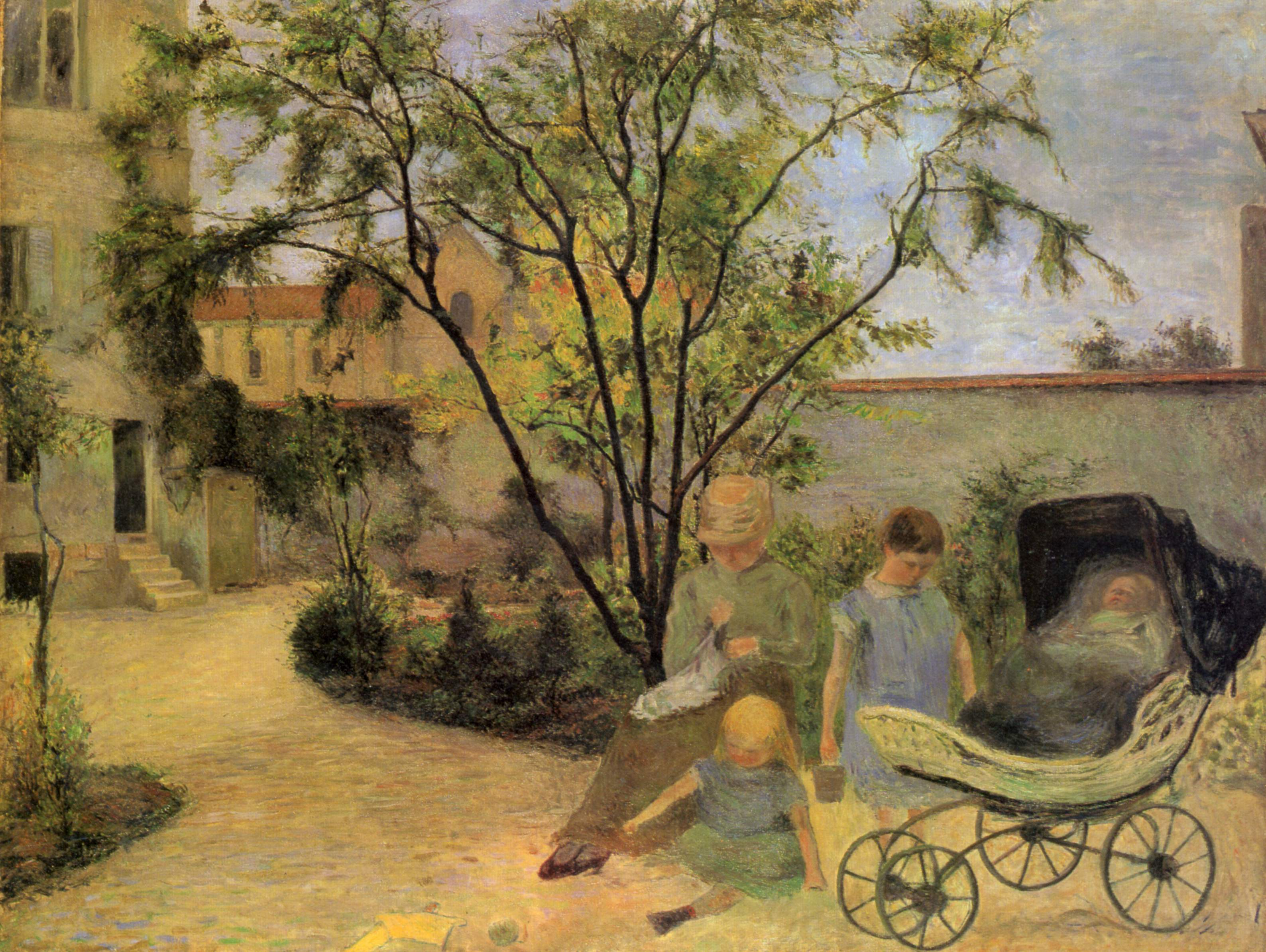
『ヴォージラールの庭』1881年。ニイ・カールスベルグ・グリプトテク美術館。

### パリからポン＝タヴァンへ（1885年-1886年）
ゴーギャンは、1885年6月、6歳の息子クローヴィスを連れてパリに戻った。その他の子は、コペンハーゲンのメットの元に残り、メットの稼ぎと家族・知人の助けで生活することとなった。ゴーギャンは、画家として生計を立てようと思ったが現実は厳しく、困窮して、雑多な雇われ仕事を余儀なくされている。クローヴィスは病気になり、ゴーギャンの姉マリーの支援で寄宿学校に行くことになった。パリ最初の1年に制作した作品は非常に少ない。1886年5月の第8回（最終回）印象派展に19点の絵画と1点の木のレリーフを出展しているが、ほとんどがルーアンやコペンハーゲン時代の作品であり、唯一『水浴の女たち』が新たなモチーフを生み出した程度で、新味のあるものはほとんどなかった。それでも、フェリックス・ブラックモンはゴーギャンの作品を1点購入している。この時の印象派展で前衛画家の旗手として台頭したのが、新印象派と呼ばれるジョルジュ・スーラであったが、ゴーギャンは、スーラの点描主義を侮蔑した。この年、ゴーギャンは、ピサロと反目し、ピサロはその後ゴーギャンに対して敵対的な態度をとるようになる。
ゴーギャンは、1886年夏、ブルターニュ地方のポン＝タヴァンの画家コミュニティで暮らした。最初は、生活費が安いという理由で移ったのであるが、ここでの若い画学生たちとの交流は、思わぬ実りをもたらした。シャルル・ラヴァルもその1人であり、彼は、後にパナマやマルティニーク島への旅をともにすることとなる。
この年の夏、ゴーギャンは、第8回印象派展で見たピサロやエドガー・ドガの手法をまねてヌードのパステル画を描いている。また、『ブルターニュの羊飼い』のように、人物が表れるものの主に風景を描いた作品を多く制作している。『水浴するブルターニュの少年』は、彼がポン＝タヴァンを訪れる度に回帰するテーマであるが、デザインや純色の大胆な使用において、明らかにドガを模倣している。イギリスのイラストレーターランドルフ・コールデコットがブルターニュを描いた作品も、ポン＝タヴァンの画家たちの想像力を刺激し、ゴーギャンは、ブルターニュの少女のスケッチで、意識的にコールデコットの作品を模倣している。ゴーギャンは、後にこの時のスケッチをパリのアトリエで油絵に仕上げているが、コールデコットの素朴さを取り入れることで、初期の印象派風の作品から脱皮したものとなっている。
ゴーギャンは、パナマやマルティニーク島から帰った後も、ポン＝タヴァンを訪れており、エミール・ベルナール、シャルル・ラヴァル、エミール・シュフネッケル、その他多くの画家と交流した。このグループは、純色の大胆な使用と、象徴的な主題の選択が特徴であり、ポン＝タヴァン派と呼ばれることになる。ゴーギャンは、印象派に至る伝統的なヨーロッパの絵画が余りに写実を重視し、象徴的な深みを欠いていることに反発していた。これに対し、アフリカやアジアの美術は、神話的な象徴性と活力に満ちあふれているように見えた。折しも、当時のヨーロッパでは、ジャポニズムに代表されるように、他文化への関心が高まっていた。

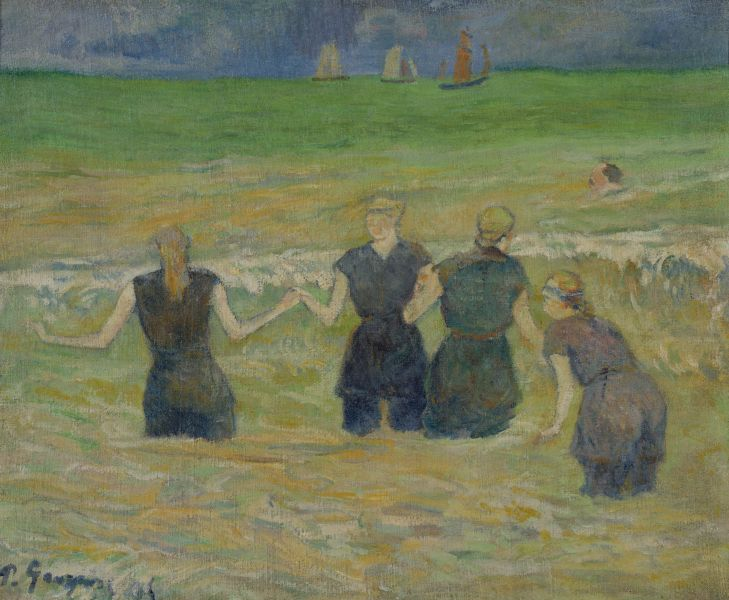
『水浴する女たち』1885年。国立西洋美術館（東京）。
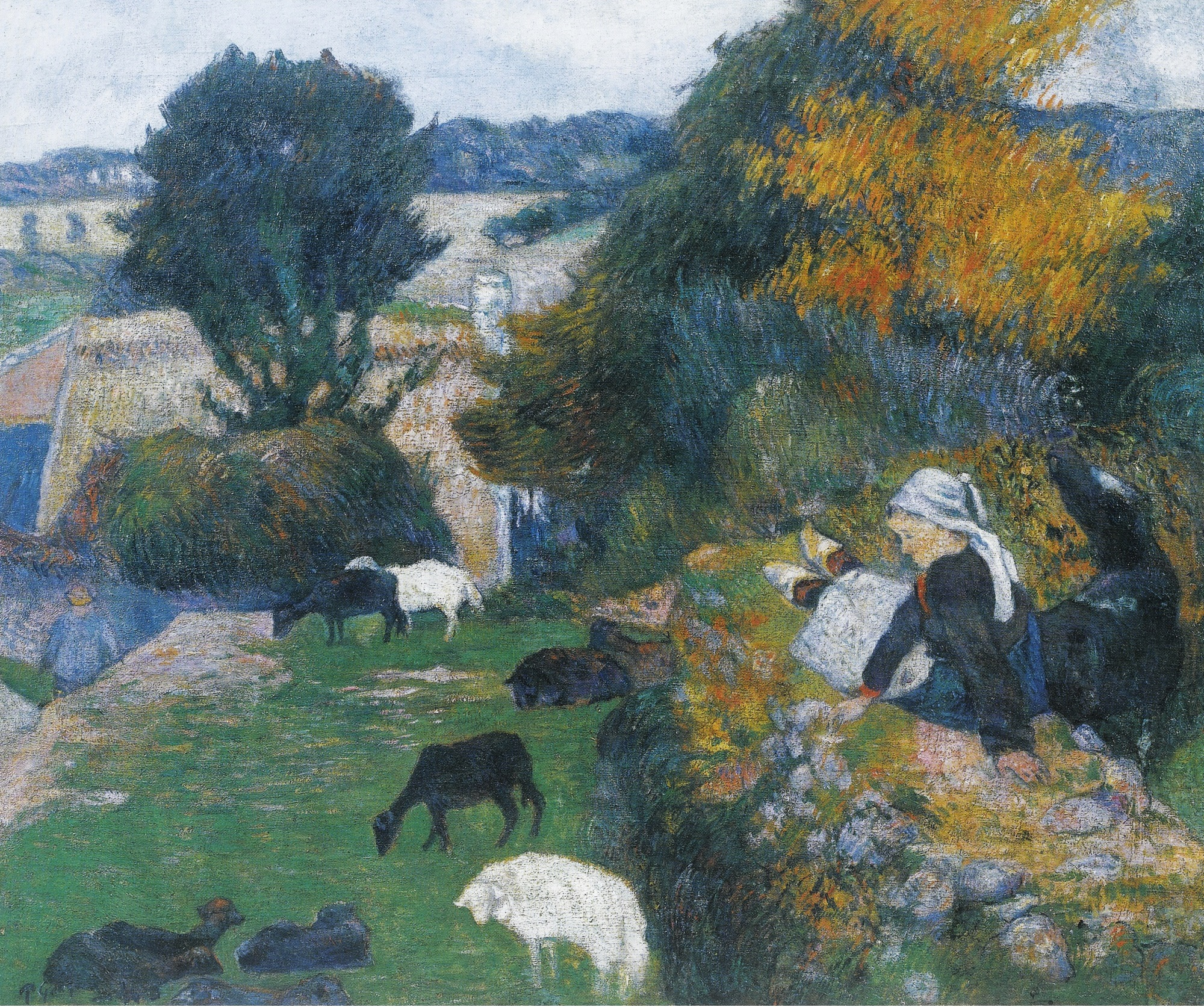
『ブルターニュの羊飼い』1886年。Laing Art Gallery。
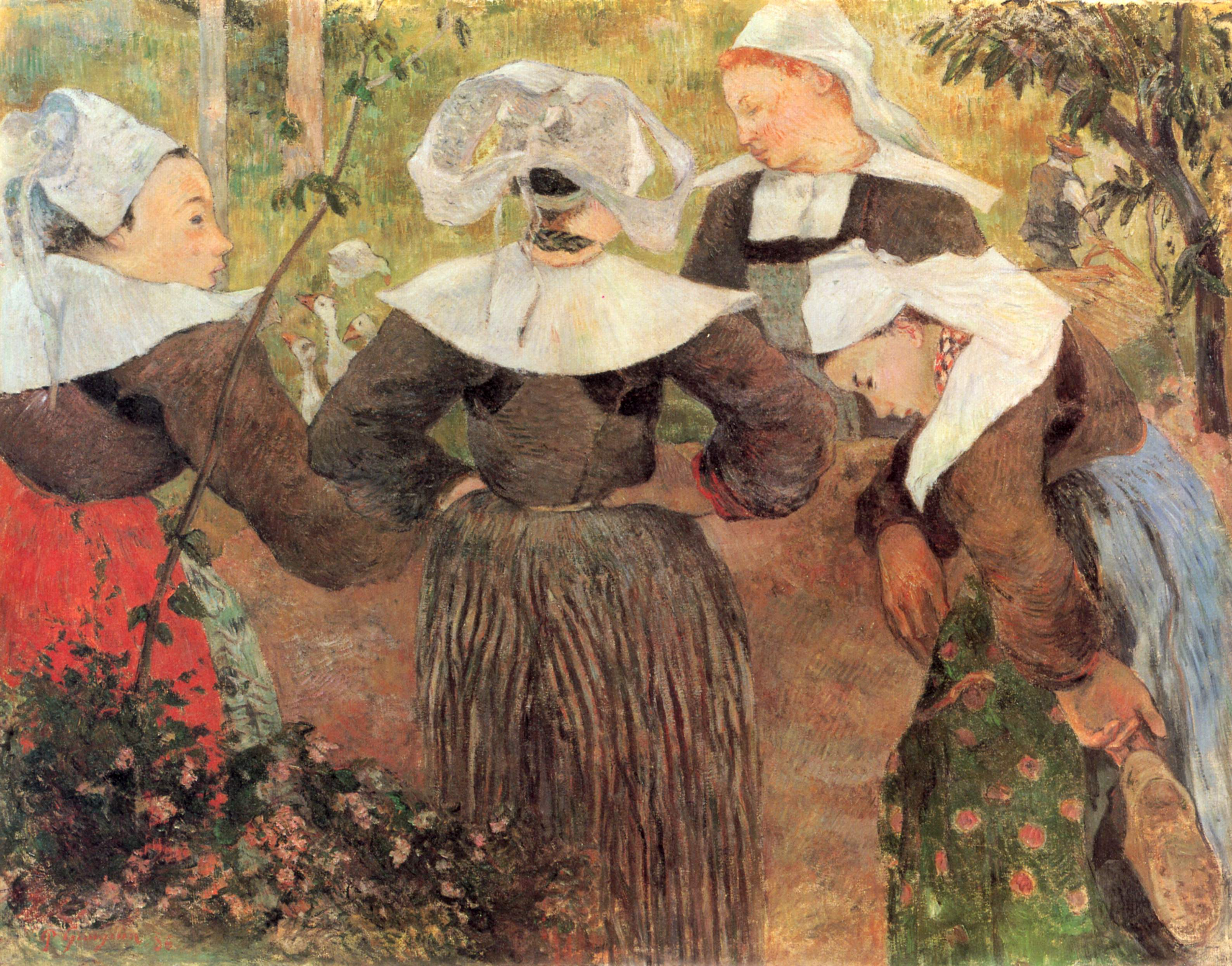
『ブルターニュの4人の女』1886年。ノイエ・ピナコテーク。
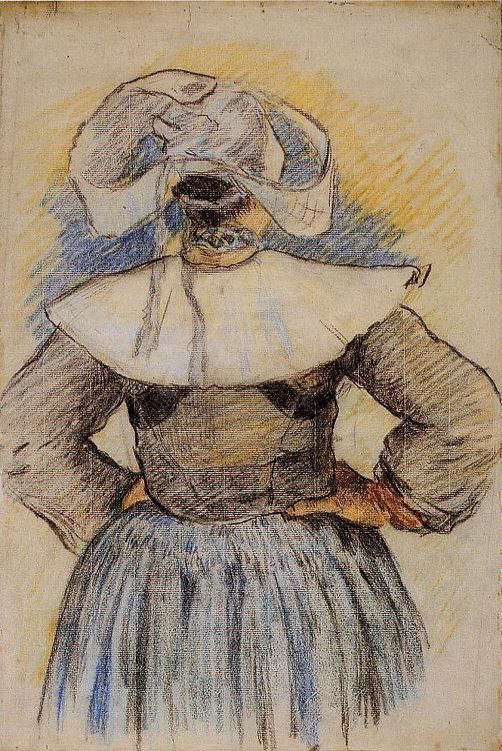
『ブルターニュの少女』1886年。バレル・コレクション（英語版）。
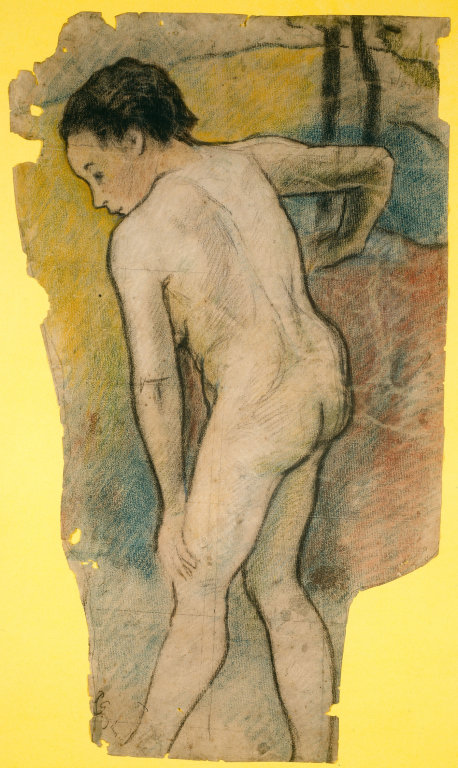
『水浴するブルターニュの少年』1886年。シカゴ美術館。

ゴーギャンの作品は、フォークアートと日本の浮世絵の影響を受けながら、クロワゾニスムに向かっていった。クロワゾニスムとは、批評家エドゥアール・デュジャルダンが、ベルナールやゴーギャンによる、平坦な色面としっかりした輪郭線を特徴とする描き方に対して付けた名前であり、中世のクロワゾネ（七宝）の装飾技法から来ている。
クロワゾニスムの真髄と言われる1889年の『黄色いキリスト』では、重厚な黒い輪郭線で区切られた純色の色面が強調されている。そこでは、古典的な遠近法や、色の微妙なグラデーションといった、ルネサンス美術以来の重要な原則を捨て去っている。さらに、彼の作品は、形態と色彩のどちらかが優位に立つのではなく、両者が等しい役割を持つ綜合主義に向かっていく。

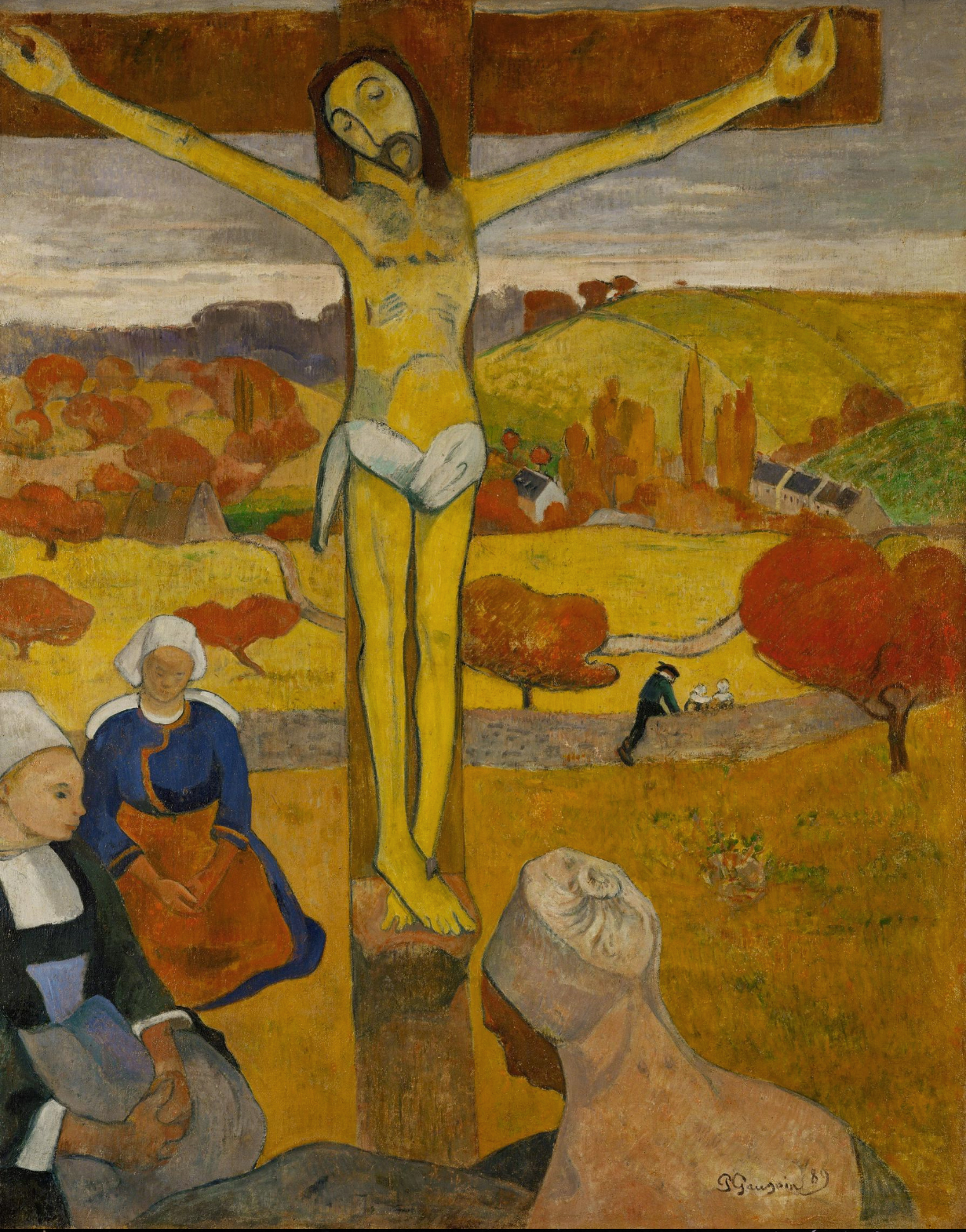
『黄色いキリスト』1889年。オルブライト＝ノックス美術館。
『ラヴァルの横顔のある静物』1886年。インディアナポリス美術館。

### マルティニーク島
1887年、ゴーギャンは、パナマを訪れた後、6月から11月までの約半年、友人のシャルル・ラヴァルとともに、マルティニークのサン・ピエールに滞在した。ゴーギャンは、パナマ滞在中に破産し、当時のフランス法に従い、ラヴァルとともに、国の費用で本国に戻ることになった。しかし、2人は、マルティニークのサン・ピエール港で船を降りた。この下船が計画的なものだったのか、突発的なものだったのかについては、研究者の間で意見が分かれている。初め、2人は原住民の小屋に住んで人間観察を楽しんでいたが、夏になると暑く、雨漏りがした。ゴーギャンは、赤痢とマラリアにも苦しんだ。マルティニークにいる間、彼は12点前後の作品を制作した。戸外の情景を明るい色彩で描いたものである。島内を旅行して回り、インド系移民の村も訪れたと思われるが、彼の後の作品にはインド的モチーフが取り入れられている。

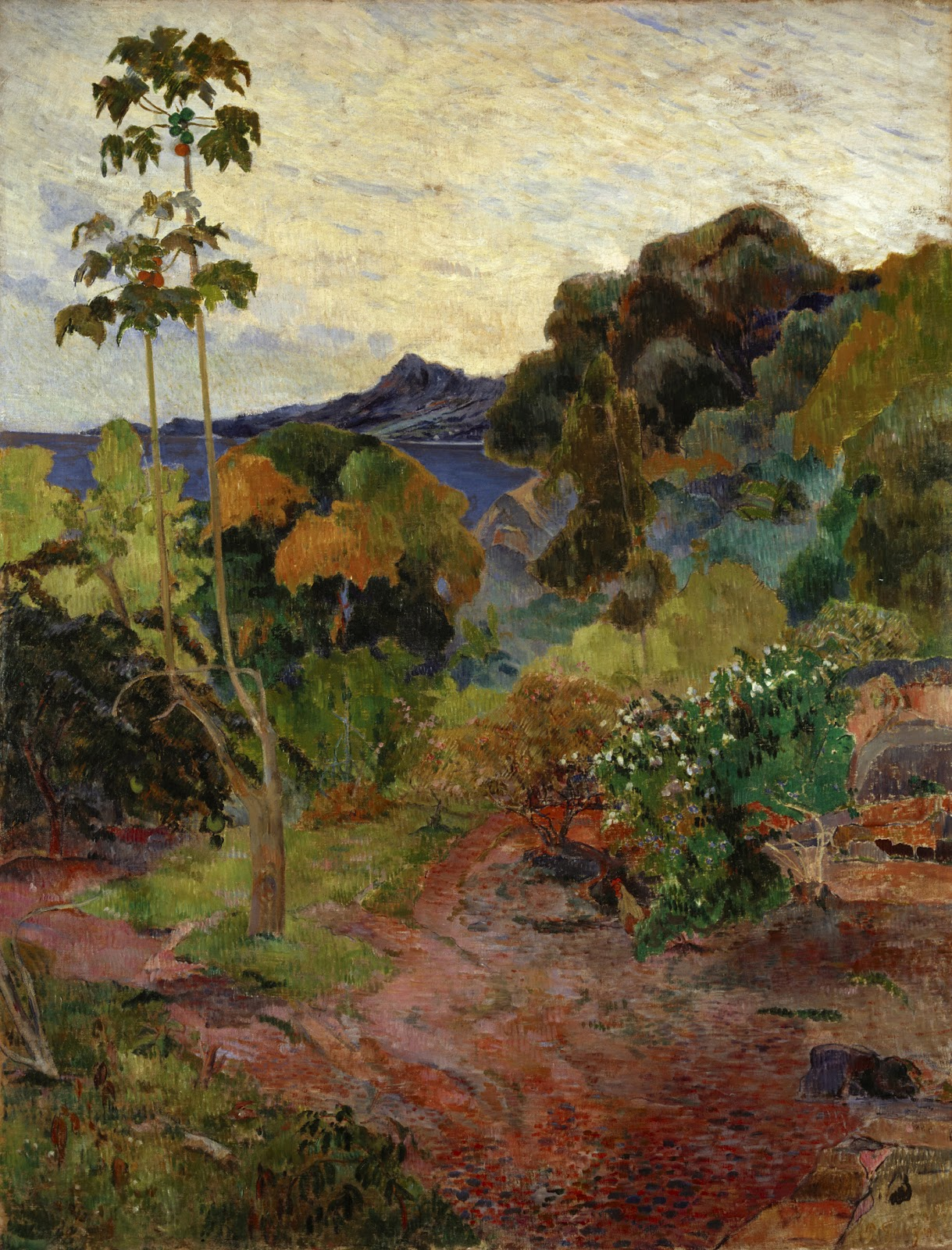
『マルティニークの風景』1887年。スコットランド国立美術館。
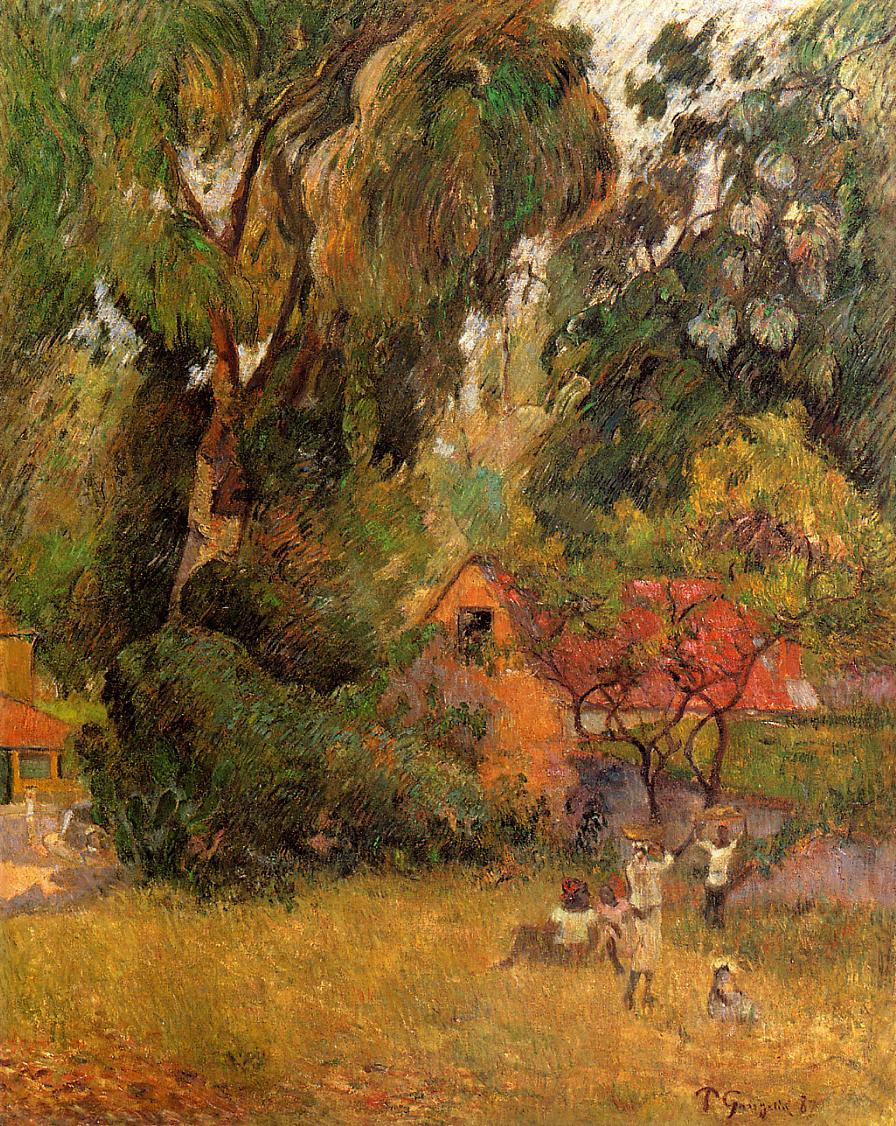
『林の中の小屋』1887年。個人コレクション。
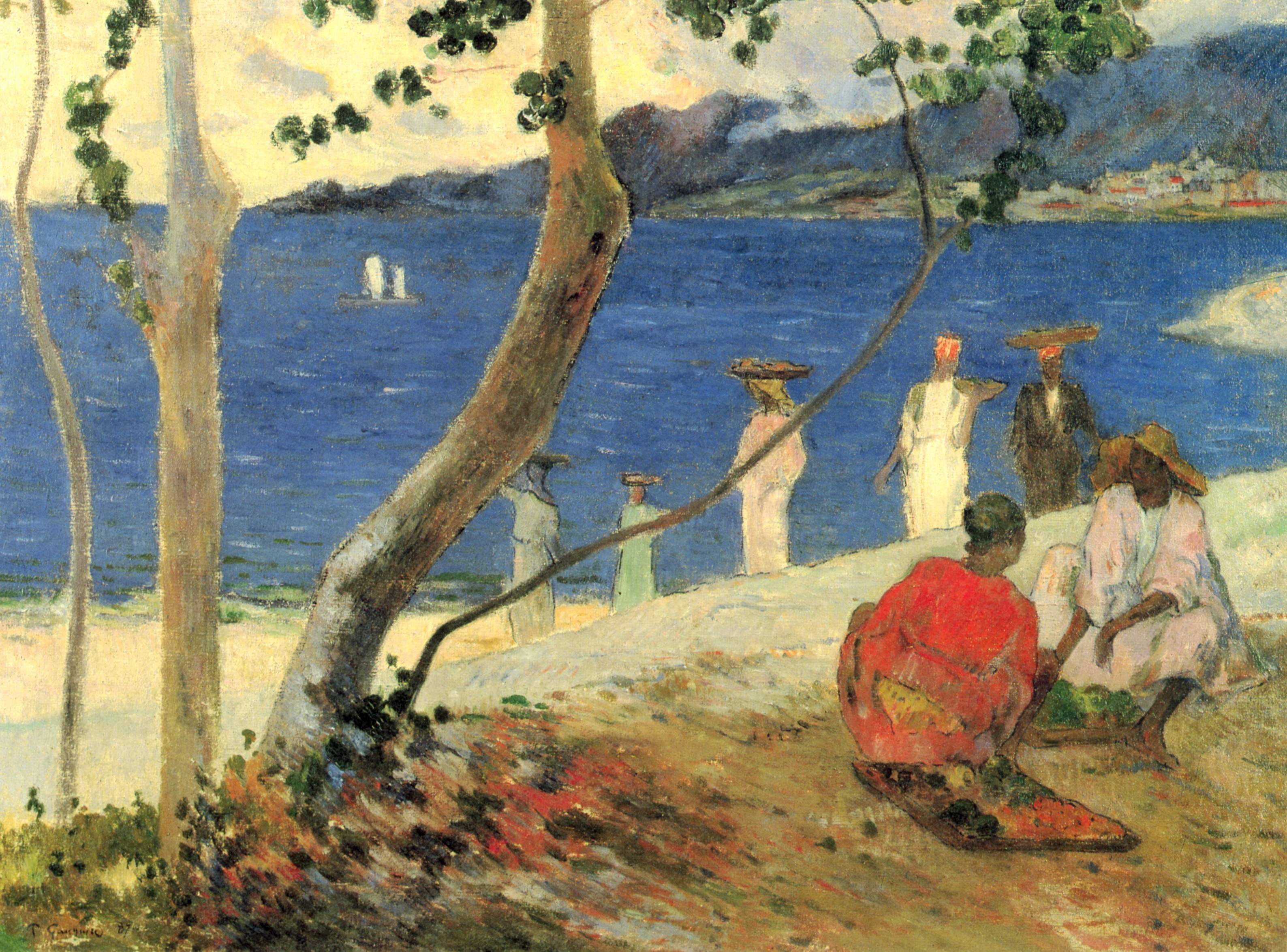
『海辺II』1887年。個人コレクション。
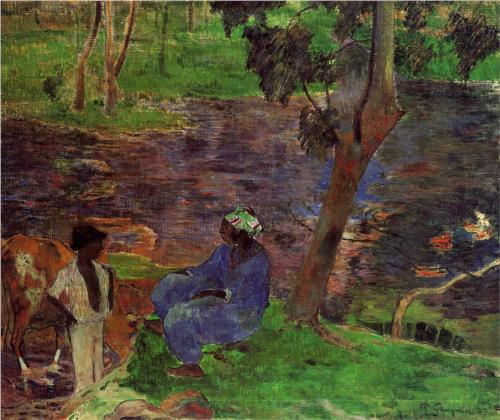
『池』1887年。ゴッホ美術館。
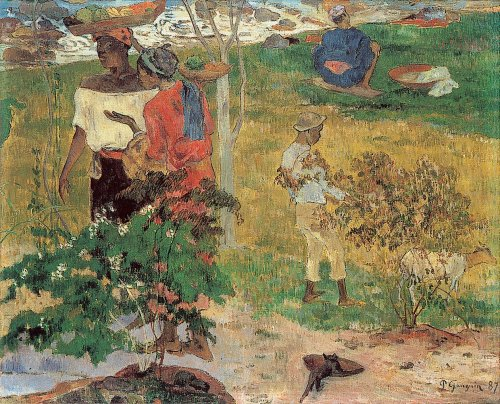
『熱帯の立ち話』1887年。個人コレクション。
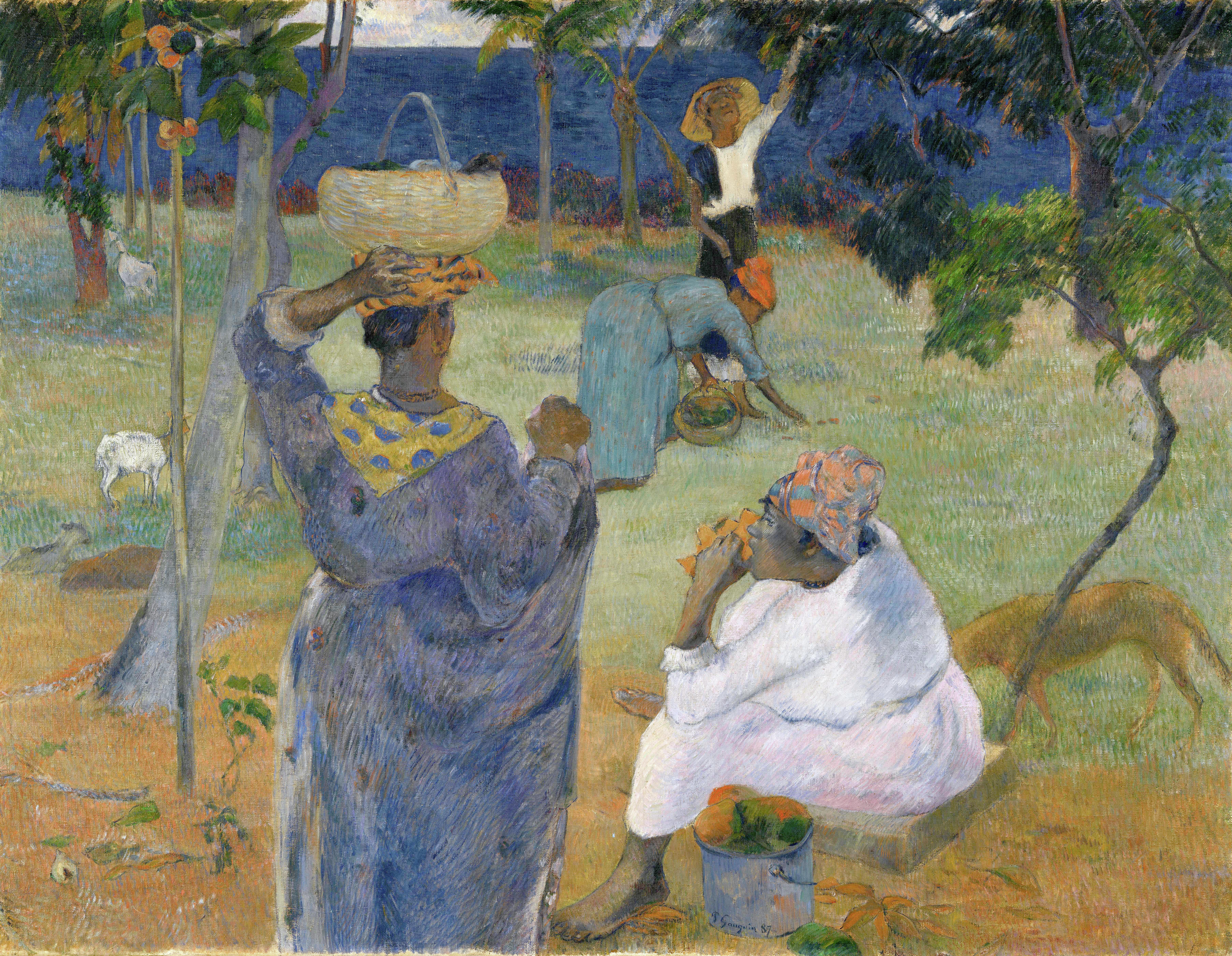
『マンゴー摘み』1887年。ゴッホ美術館。
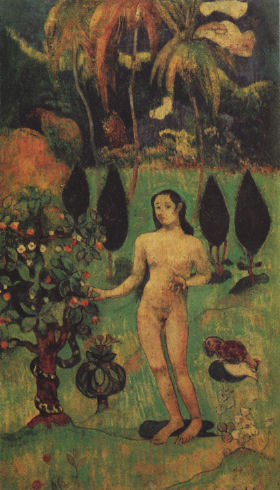
『異国のエヴァ』1890 - 1894年。ポーラ美術館。

### ファン・ゴッホとの共同生活

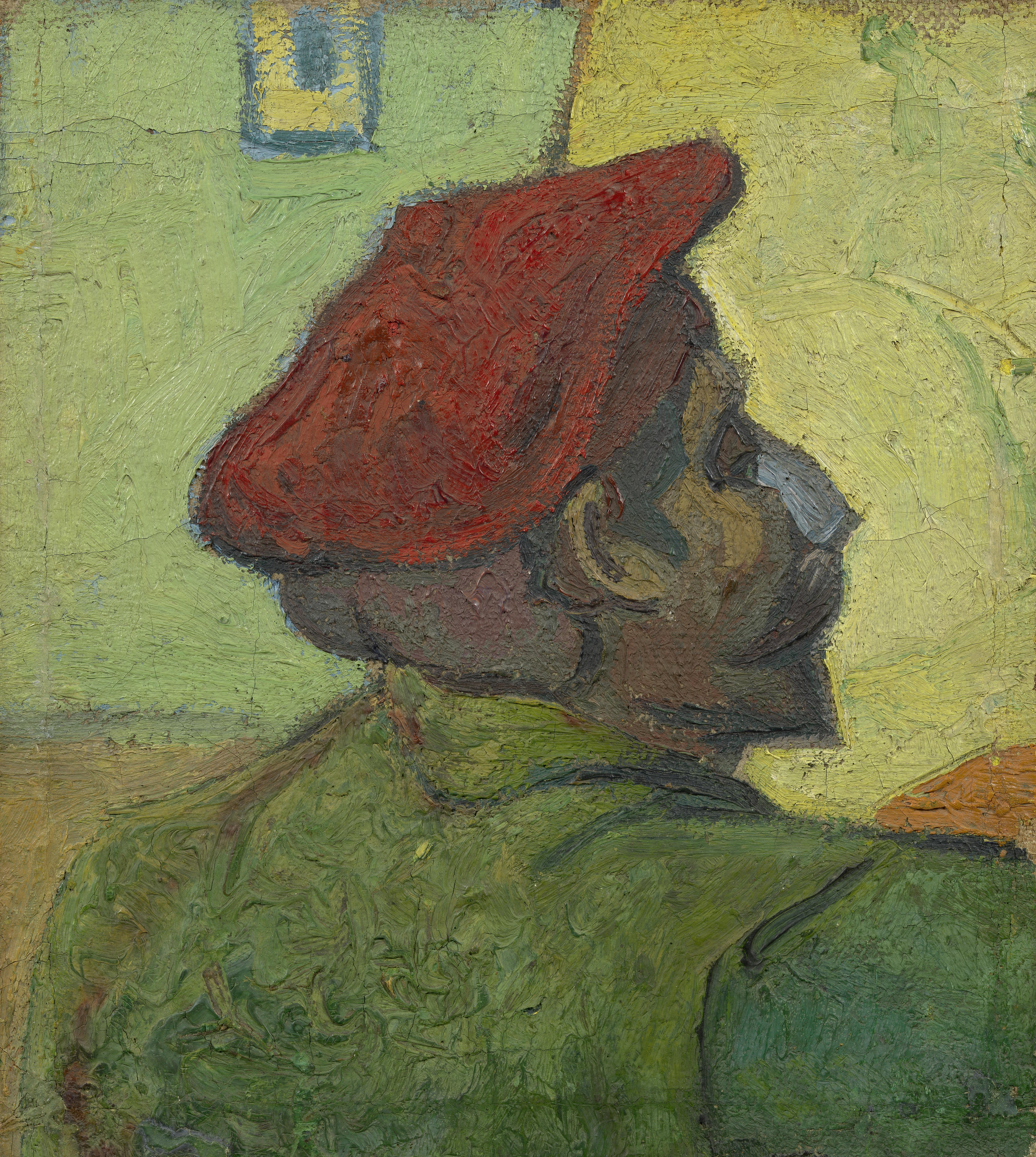
フィンセント・ファン・ゴッホ『ポール・ゴーギャン（赤いベレー帽の男）』1888年。ゴッホ美術館。

ゴーギャンのマルティニークでの作品は、絵具商アルセーヌ・ポワティエの店に展示された。ポワティエと取引のあったグーピル商会のテオドルス・ファン・ゴッホ（テオ）とその兄で画家のフィンセント・ファン・ゴッホは、その絵を見て感銘を受けた。テオはゴーギャンの絵を900フランで購入してグーピル商会に展示し、富裕な顧客に紹介した。同時に、フィンセントとゴーギャンも親しくなり、手紙で芸術論を戦わせた。グーピル商会との取引は、テオが1891年1月に亡くなった後も続いた。
1888年、ゴーギャンは、南仏アルルに移っていたファン・ゴッホの「黄色い家」で、9週間にわたる共同生活を送った。しかし、2人の芸術観はまったく噛み合わず、関係は間もなく悪化、ゴーギャンはここを去ることとした。12月23日の夜、ゴッホが耳を切る事件が発生した。ゴーギャンの後年の回想によると、この時ファン・ゴッホは剃刀を持って自身に向かってきたため、怒鳴って追い返すと、同日夜にファン・ゴッホは左の耳たぶを切り、これを新聞に包んでラシェルという名の娼婦に手渡したという。翌日、ファン・ゴッホはアルルの病院に送られ、ゴーギャンは同地を去った。2人はその後二度と会うことはなかったが、手紙のやり取りは続け、ゴーギャンは1890年にアントウェルペンにアトリエを設けようという提案までしている。
ゴーギャンは後に、アルルでファン・ゴッホに画家としての成長をもたらしたのは自分だと主張している。ファン・ゴッホ自身は、『エッテンの庭の想い出』で、想像に基づいて描くというゴーギャンの理論を試してみたことはあったものの、自身のスタイルには合わず、自然をモデルに描くという方法にすぐに回帰している。

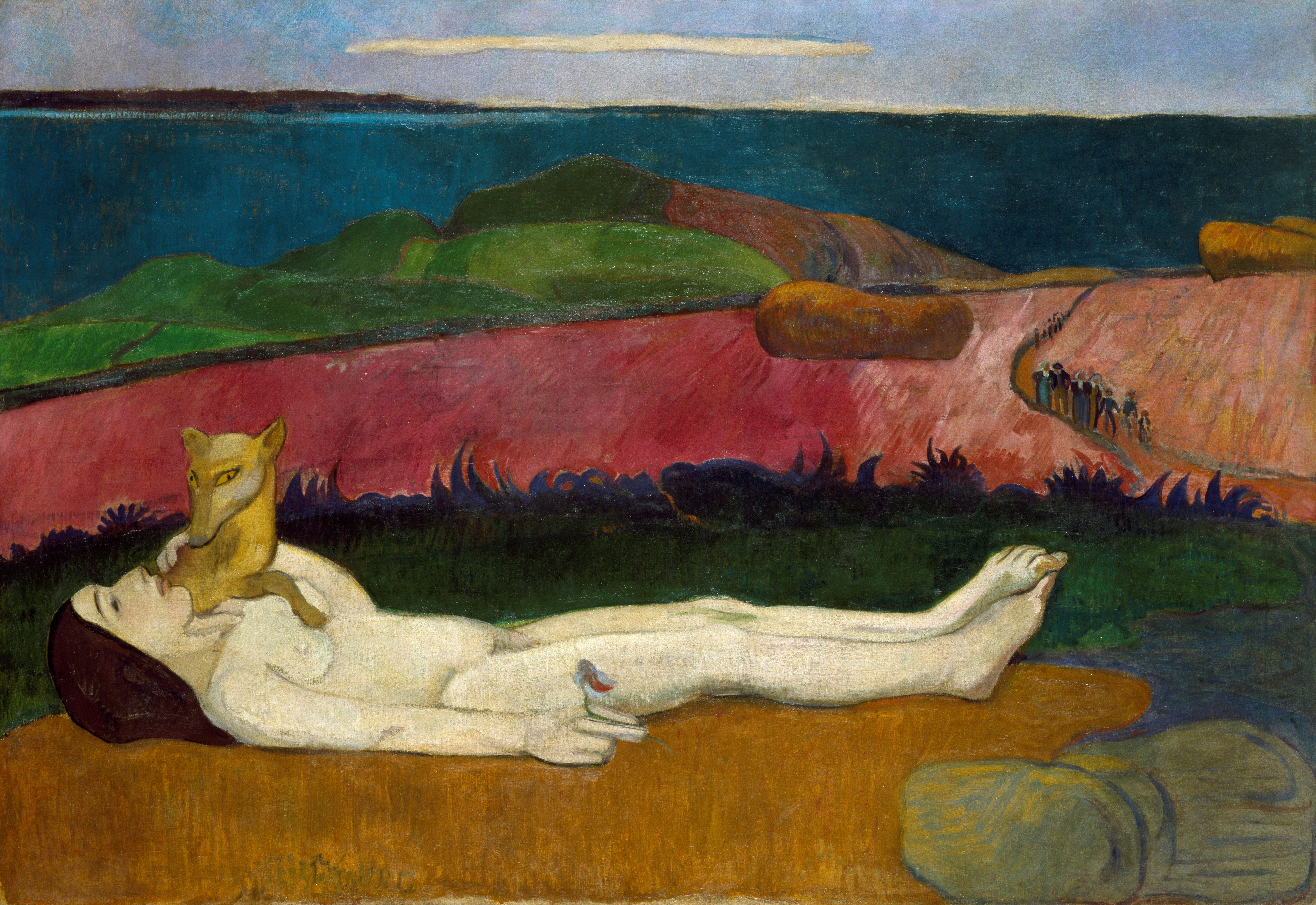
処女性の喪失、または春の目覚め（1890-91年、クライスラー美術館）

### 最初のタヒチ滞在
1890年までには、ゴーギャンは次の旅行先としてタヒチを思い描いていた。1891年2月にパリのオテル・ドゥルオーで行った売立てが成功し、旅行資金ができた。この売立ての成功は、ゴーギャンに依頼されたオクターヴ・ミルボーが好意的な批評を書いたことによるものであった。コペンハーゲンに妻子のもとを訪れてから（これが最後に会う機会となった）、その年の4月1日、出航した。その目的は、ヨーロッパ文明と「人工的・因習的な何もかも」からの脱出であった。とはいえ、彼はこれまで集めた写真や素描や版画を携えることは忘れなかった。
タヒチでの最初の3週間は、植民地の首都で西欧化の進んだパペーテで過ごした。レジャーを楽しむ金もなかったので、およそ45キロメートル離れたパペアリにアトリエを構えることにして、自分で竹の小屋を建てた。ここで、『ファタタ・テ・ミティ（海辺で）』や、『イア・オラナ・マリア』といった作品を描いた。後者は、タヒチ時代で最も評価の高い作品となっている。

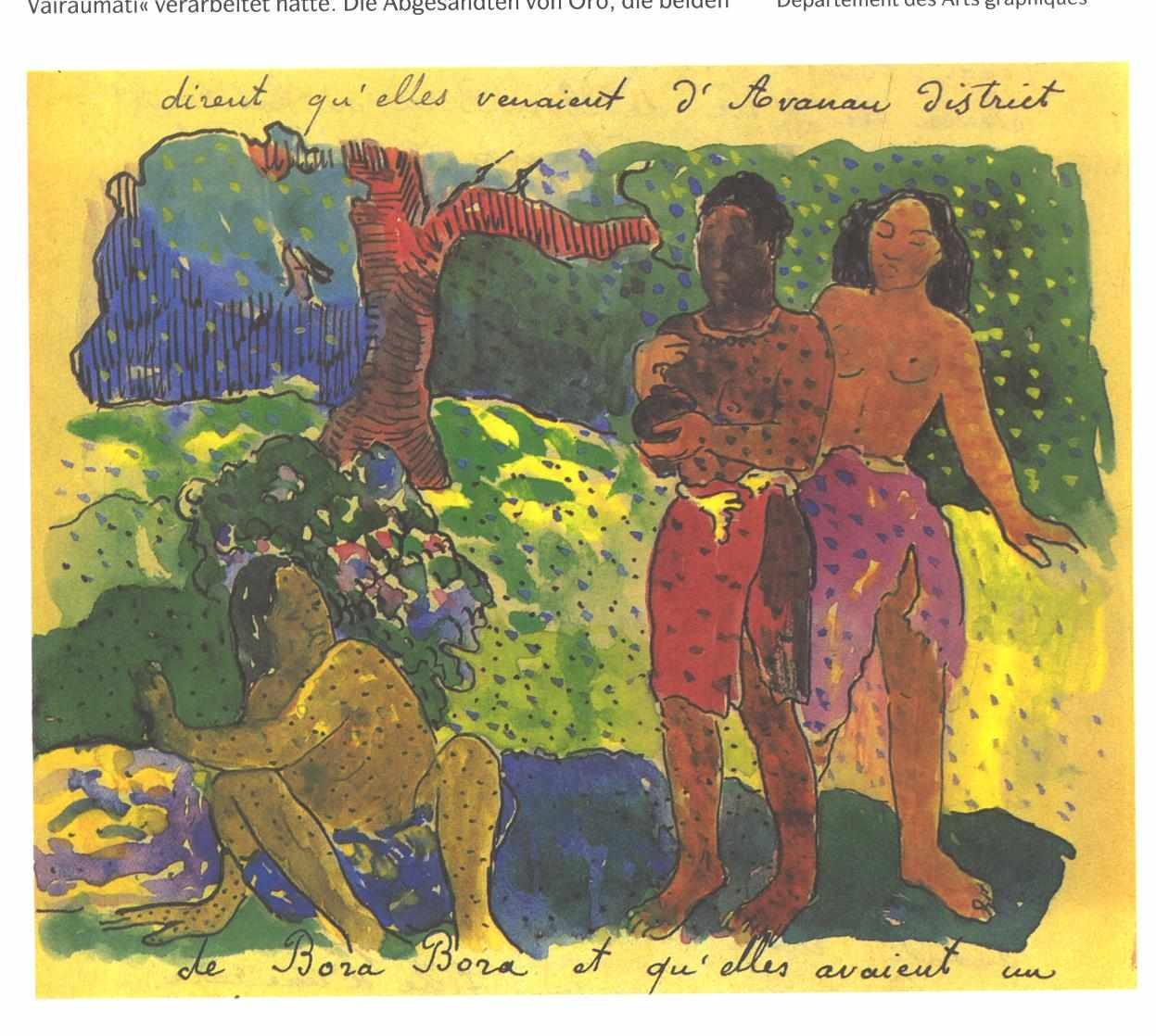
ゴーギャンのノート（時期不詳、ルーヴル美術館）。

ゴーギャンの傑作の多くは、この時期以降に生み出されている。最初にタヒチ住民をモデルとした肖像画は、ポリネシア風のモチーフを取り入れた『ヴァヒネ・ノ・テ・ティアレ（花を持つ女）』と考えられる。彼は、この作品を、パトロンでシュフネッケルの友人ジョルジュ＝ダニエル・ド・モンフレイに送った。
ゴーギャンは、タヒチの古い習俗に関する本を読み、アリオイという独自の共同体やオロ神についての解説に惹きつけられた。そして、想像に基づいて、絵や木彫りの彫刻を制作した。その最初が『アレオイの種』であり、オロ神の現世での妻ヴァイラウマティを表している。
彼がパリの友人の画家モンフレーに送った絵は全部で9点であり、これらは、コペンハーゲンで亡きファン・ゴッホの作品と一緒に展示された。しかし売れたのはわずか2点で、ファン・ゴッホの作品と比べても不評だったものの、好評だったとの報告を聞いてゴーギャンは意を強くし、手元の70点ほどを携えて帰国しようと考えた。いずれにせよ滞在資金は尽きており、国費で帰国するほかなかった。その上健康も害しており、当地の医者に心臓病だとの診断を受けていた（梅毒の初期症状であったとの見方もある）。
ゴーギャンは後に、『ノアノア』という紀行文を書いている。当初は、自身の絵についての論評とタヒチでの体験を記したものと受け止められていたが、現在では空想と剽窃が入り込んでいることが指摘されている。この本で、彼はテハーマナ（通称テフラ）という13歳の少女を現地で妻としていたことを明かしている。1892年夏の時点で彼女はゴーギャンの子を妊娠していたが、その後どうなったかの記録はないが、流産したとされている。

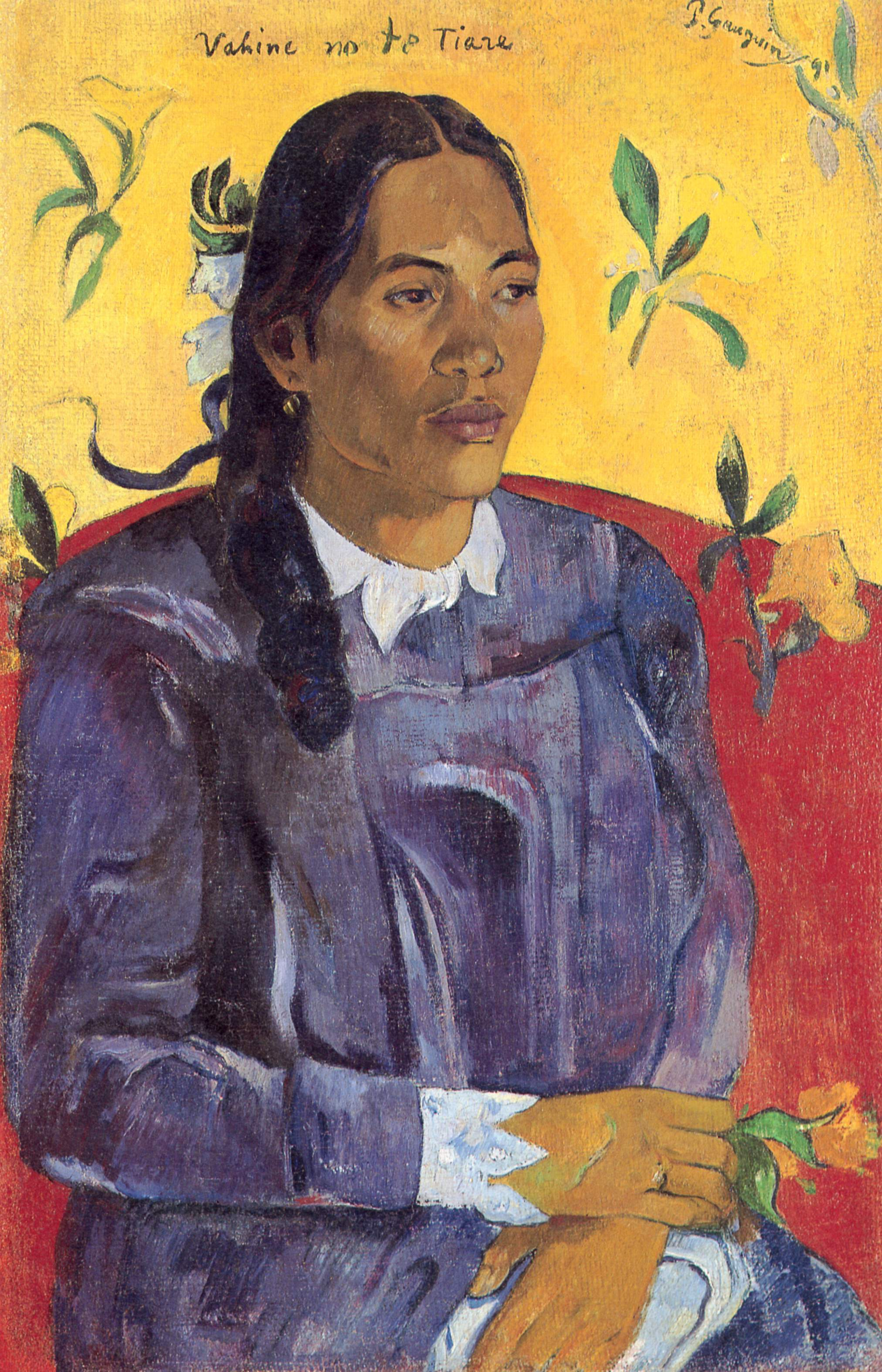
『ヴァヒネ・ノ・テ・ティアレ（花を持つ女）』1891年。ニイ・カールスベルグ・グリプトテク美術館。
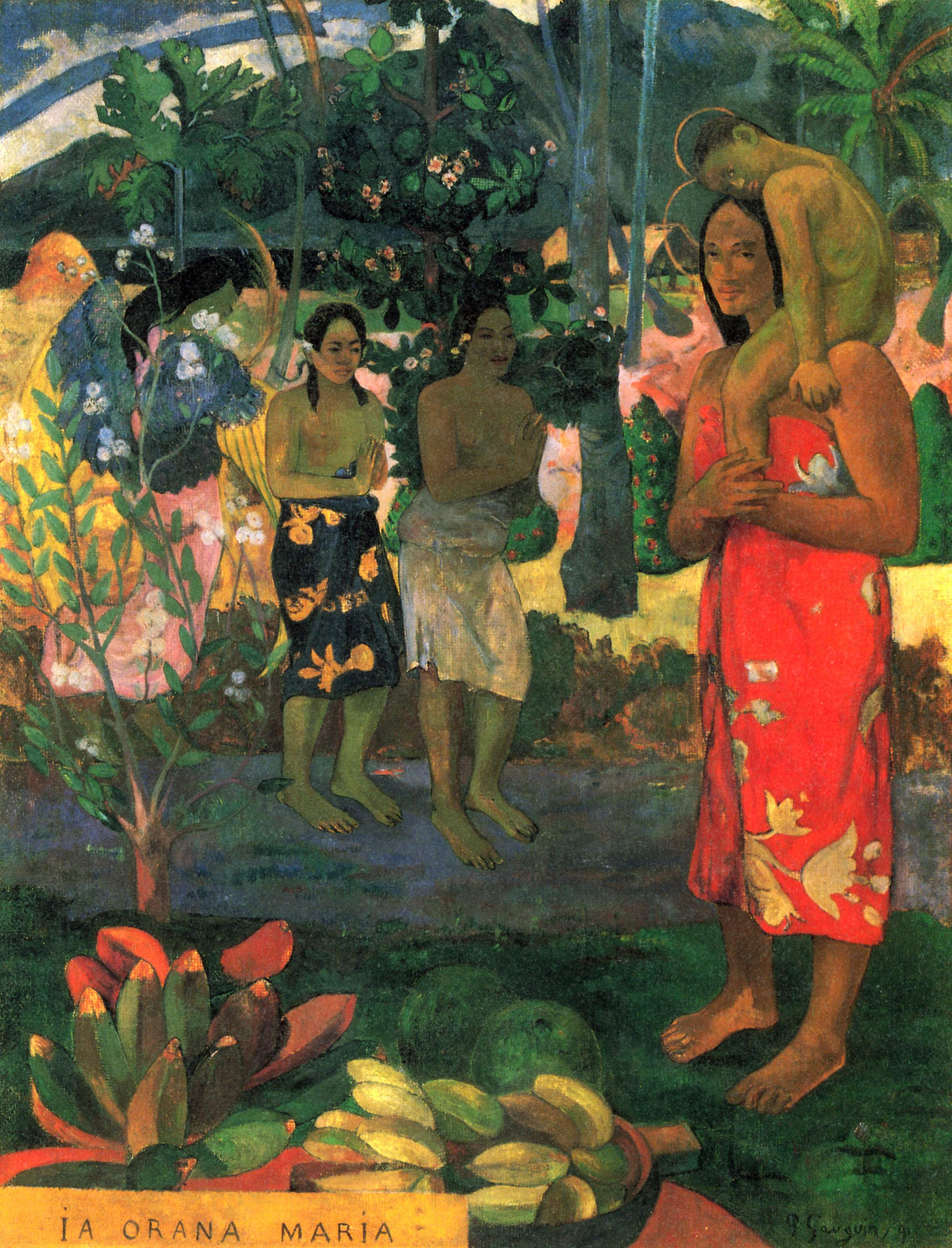
『イア・オラナ・マリア（我マリアを拝する）』1891年。メトロポリタン美術館。
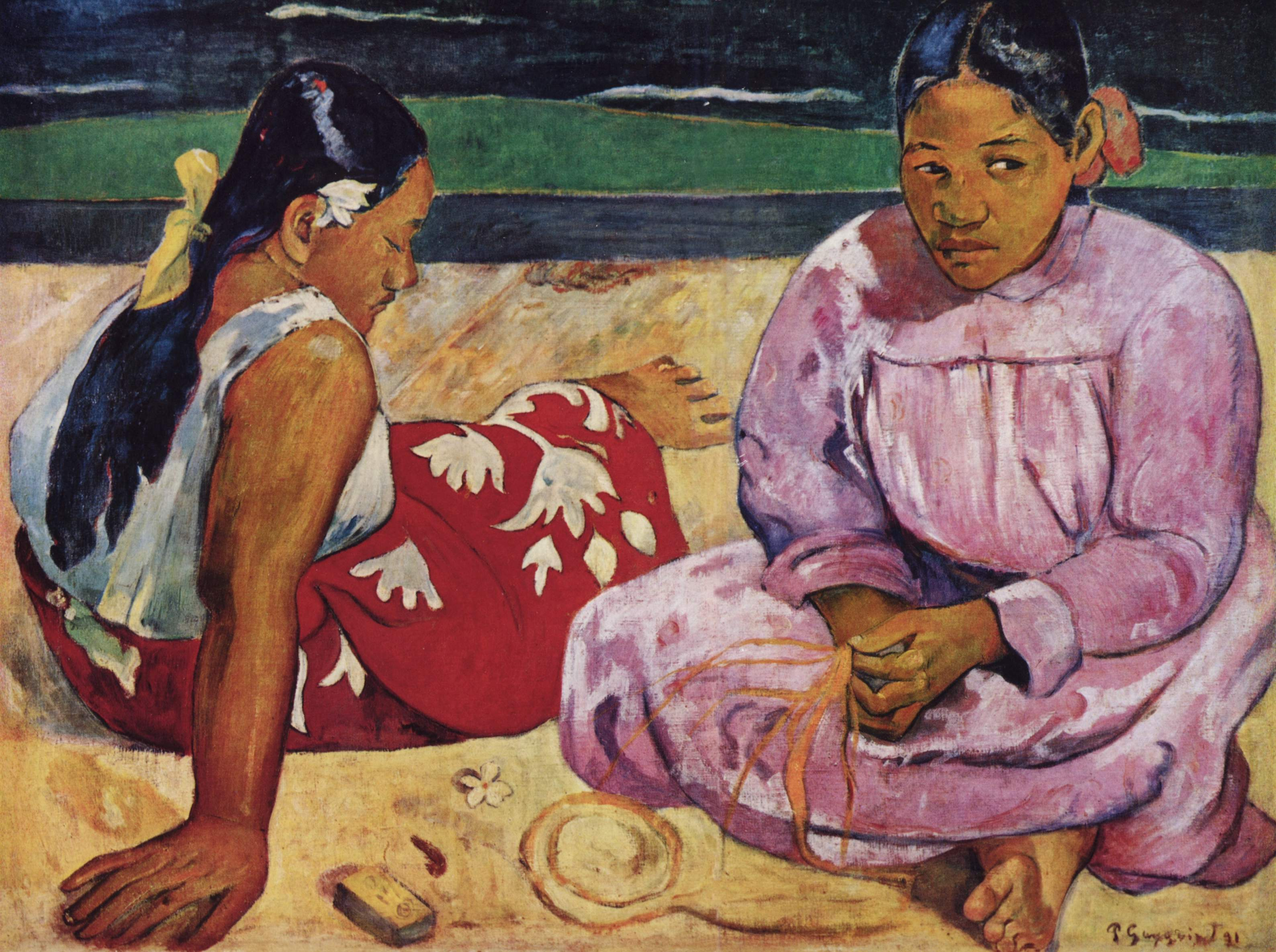
『タヒチの女（浜辺にて）』1891年。オルセー美術館。
『ファタタ・テ・ミティ（海辺で）』1892年。ナショナル・ギャラリー (ワシントン)。
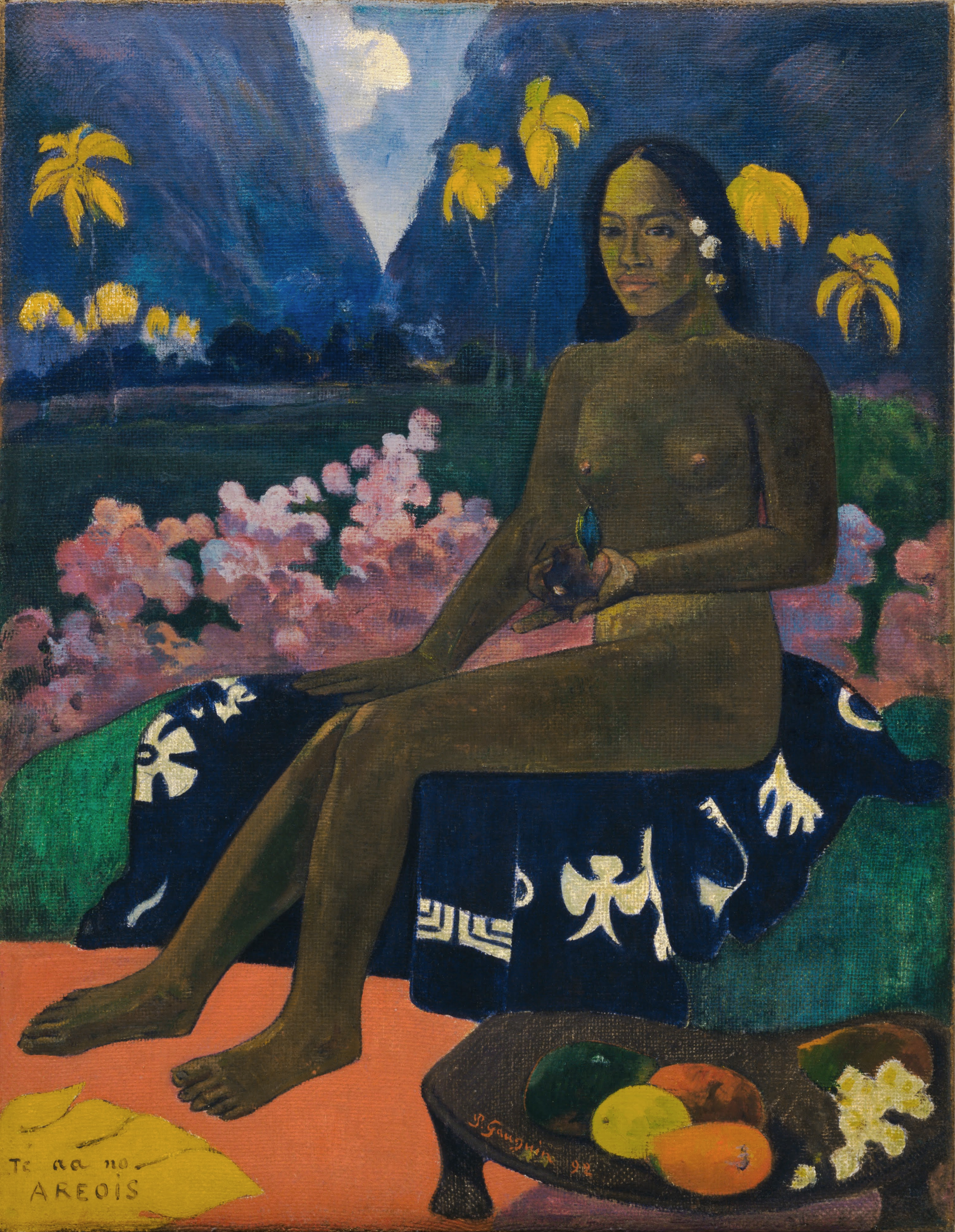
『アレオイの種』1892年。ニューヨーク近代美術館。
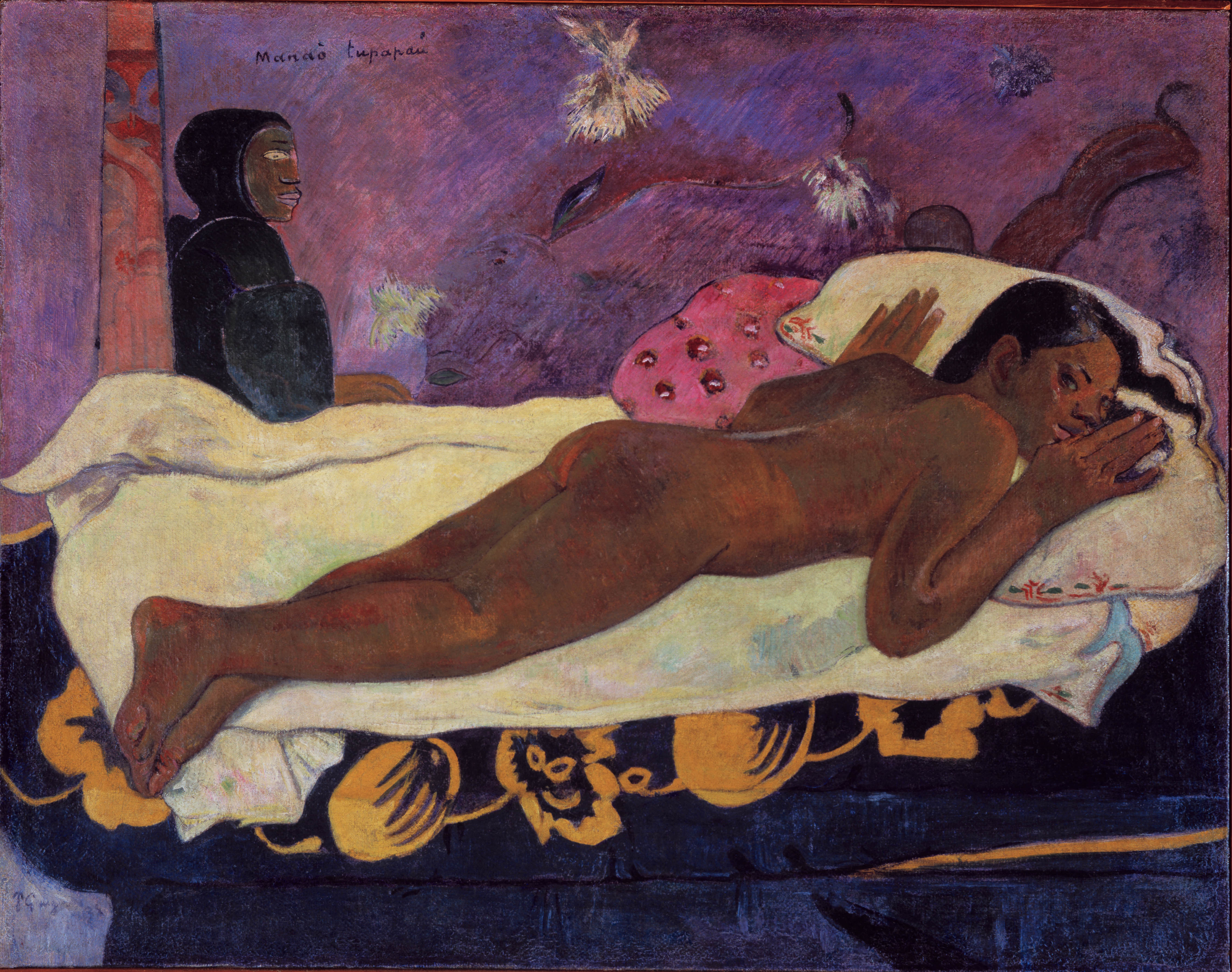
『死霊が見ている』1892年。オルブライト＝ノックス美術館。
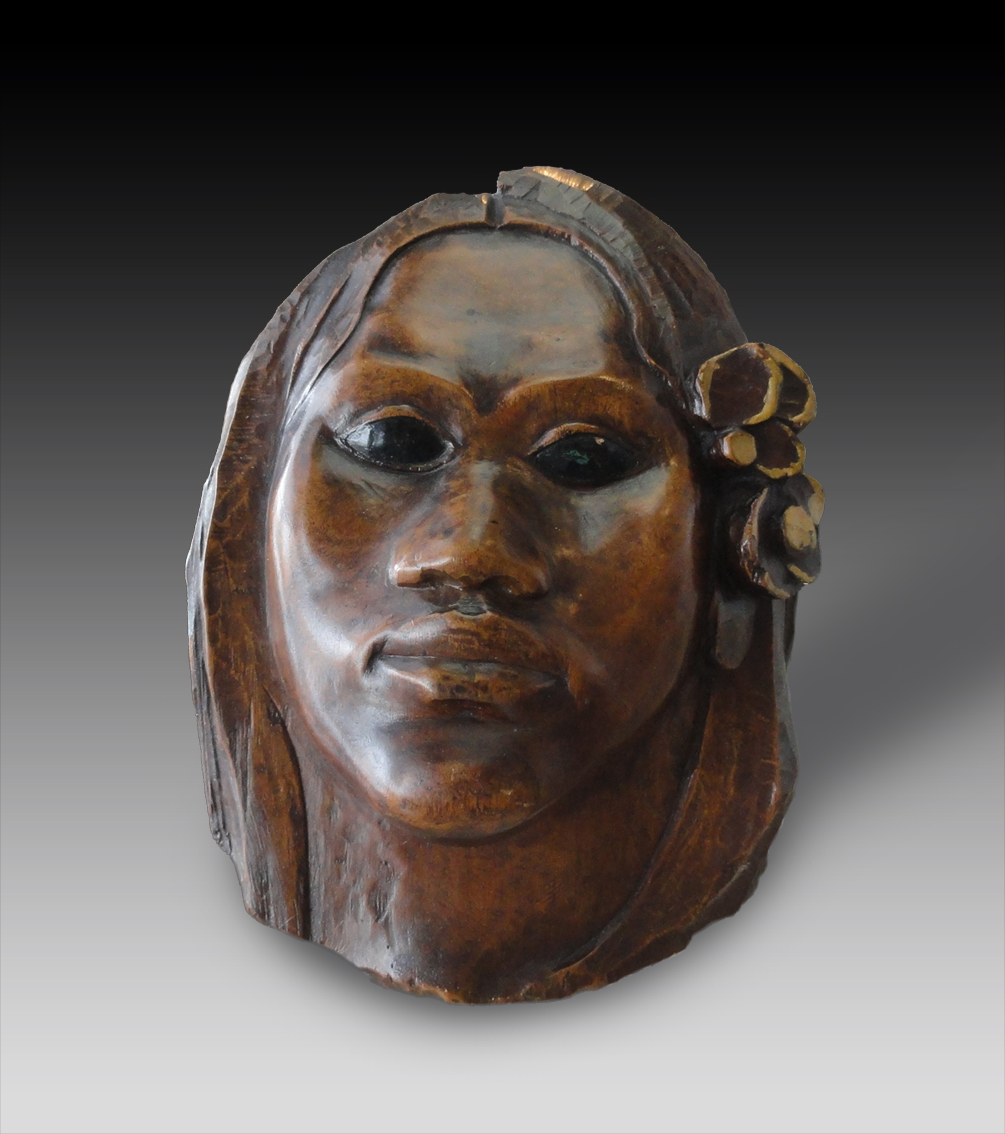
『テフラ（テハーマナ）』1891 - 93年。オルセー美術館。

### フランスへの帰国

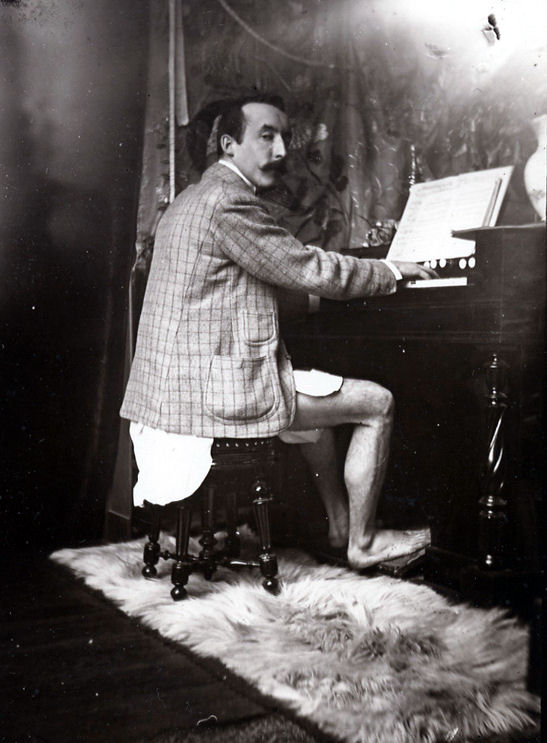
パリのアルフォンス・ミュシャのアトリエでハーモニウムを演奏するゴーギャン（1895年頃）。

1893年8月、ゴーギャンはフランスに戻り、タヒチの題材を基に作品の制作を続けた。『マハナ・ノ・アトゥア（神の日）』、『ナヴェ・ナヴェ・モエ（聖なる泉、甘い夢）』などである。1894年11月にポール・デュラン＝リュエルの画廊で開かれた展覧会はある程度の成功を見せ、展示された40のうち11点が相当の高値で売れた。ゴーギャンは、画家がよく訪れるモンパルナス地区の外れにアパルトマンを借り、毎週「サロン」と称して集まりを開いた。この頃インド系とマレー系のハーフだという10代の少女を囲っており、『ジャワ女アンナ』のモデルとしている。
11月の展覧会の成功にもかかわらず、ゴーギャンはデュラン＝リュエルとの取引を失っており、その理由は明らかでない。これによって、ゴーギャンはアメリカ市場への売り込みの機会を失った。1894年初めには、紀行文『ノア・ノア』のために実験的手法による木版画を試みた。その年の夏には、ポン＝タヴァンを再訪した。翌1895年、パリで作品の売立てを行ったがこれも失敗に終わった。同年3月、画商アンブロワーズ・ヴォラールが自分の画廊でゴーギャンの作品を展示したが、この時は2人は取引関係の合意には至らなかった。
また、同年4月に開会した国民美術協会のサロンに、冬の間に陶芸家エルネスト・シャプレの協力を得て焼き上げていた陶製彫像『オヴィリ』を提出した。この作品はサロンに却下されたという説と、シャプレの後押しによってかろうじて入選したという説がある。
この頃には、妻メットとの破局は決定的になっていた。2人が会うことはなく、金銭問題をめぐって争い続けた。ゴーギャンは、叔父イシドアから1万3000フランの遺産を相続したものの、当初妻に一銭も渡そうとしなかった。最終的に、メットには1500フランが分与されたものの、その後はシュフネッケルを通じてしか連絡をとろうとしなかった。

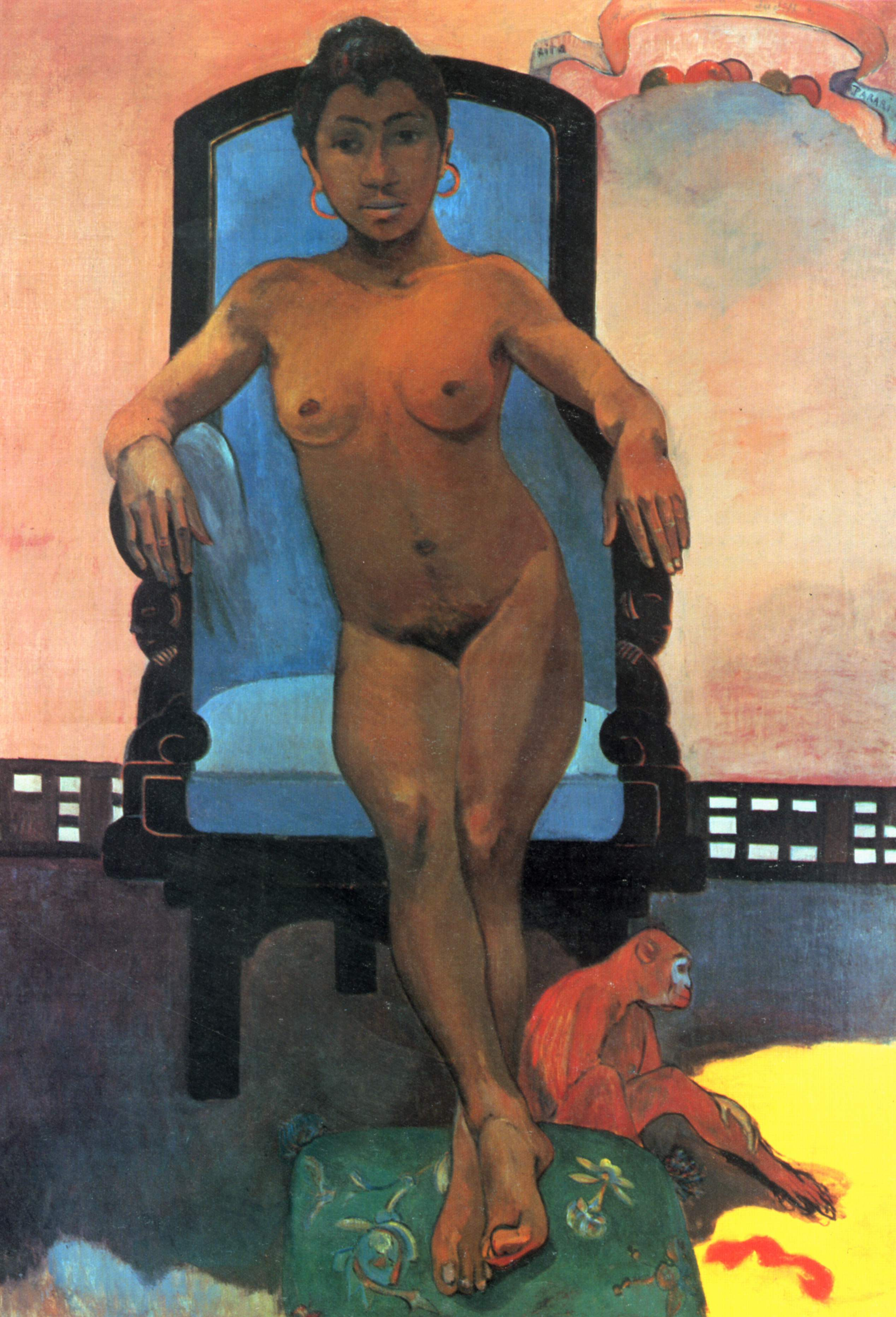
『ジャワ女アンナ』1893年。個人コレクション。
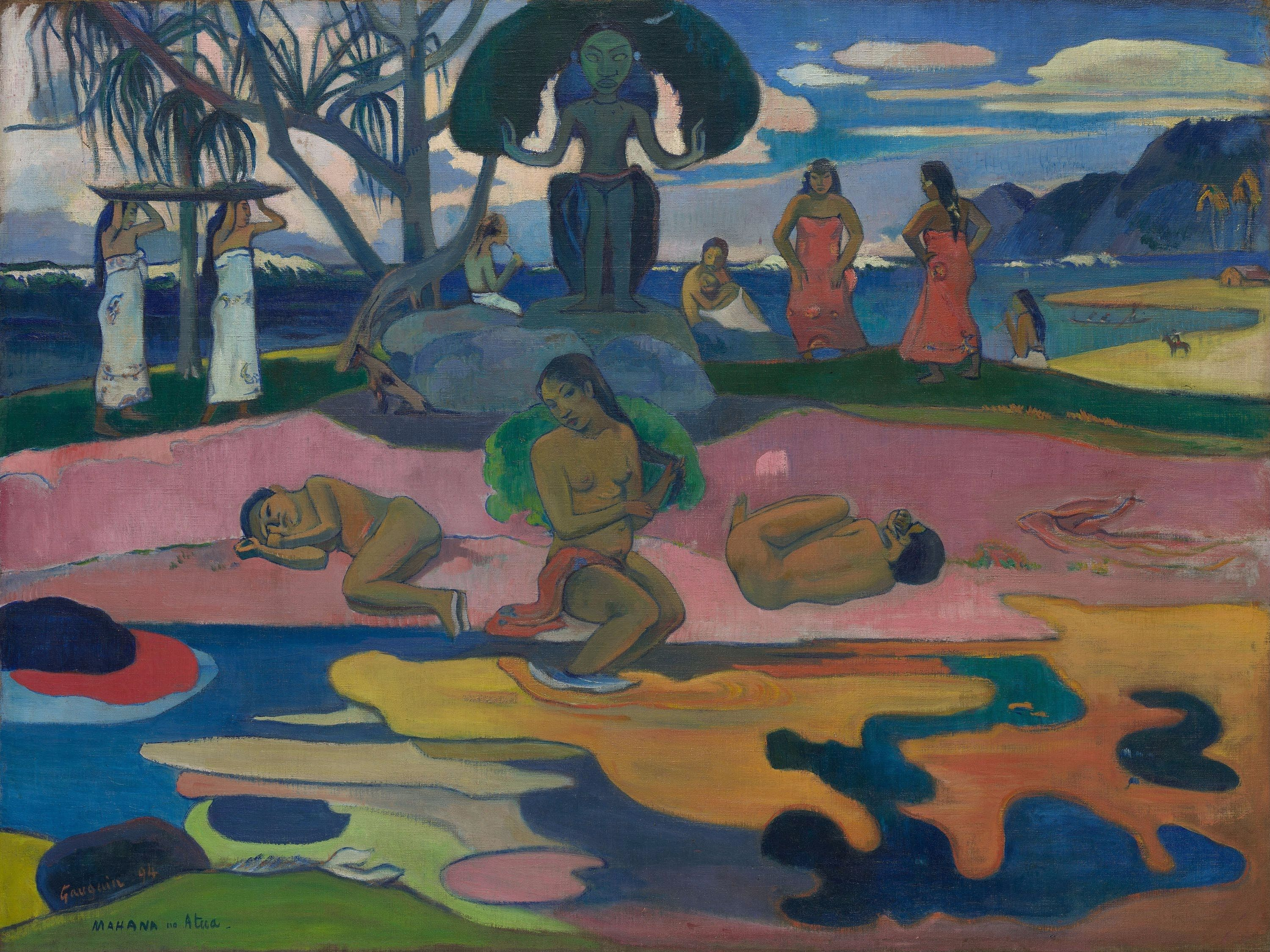
『マハナ・ノ・アトゥア（イタリア語版）（神の日）』1894年。シカゴ美術館。
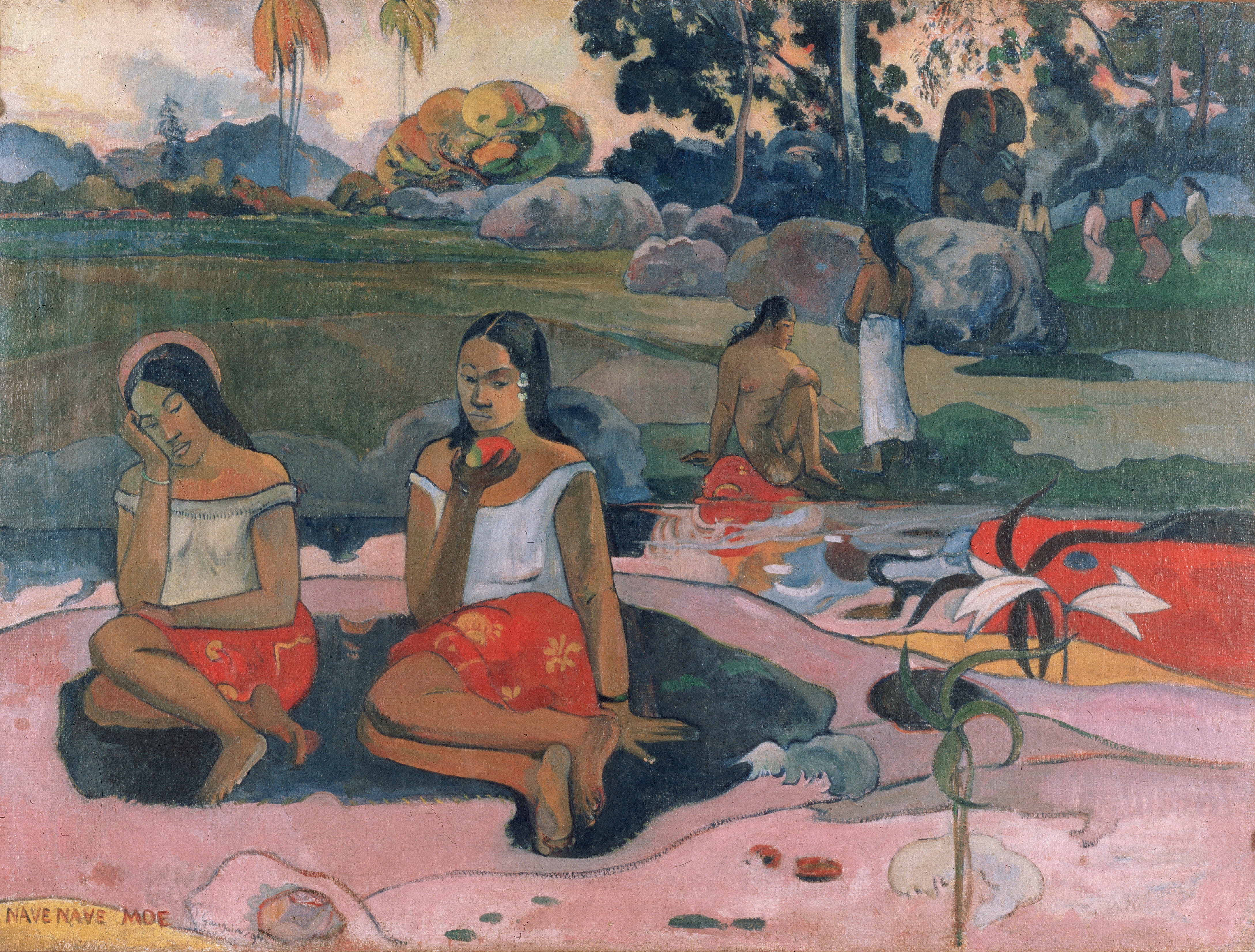
『ナヴェ・ナヴェ・モエ（ポーランド語版）』1894年。エルミタージュ美術館。
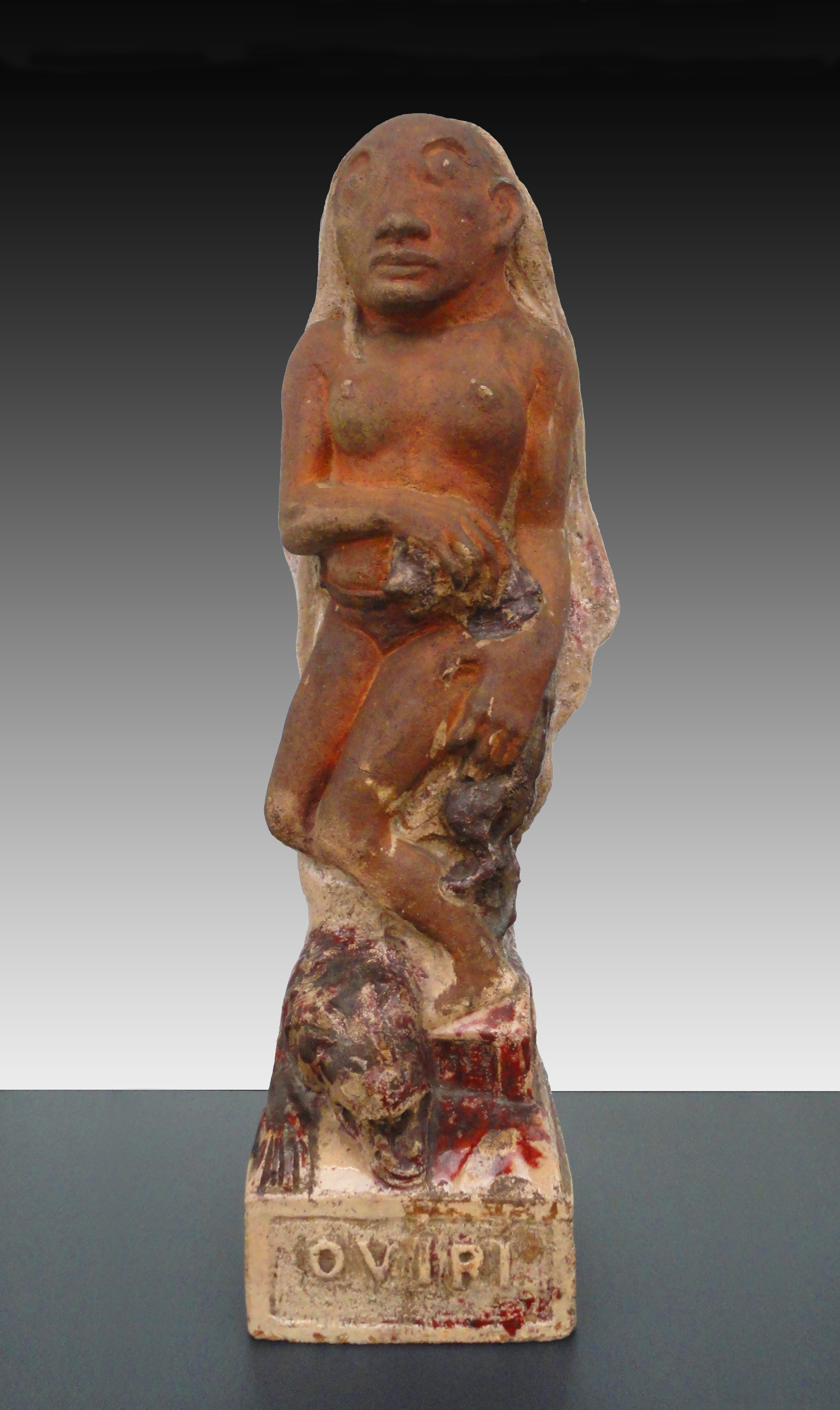
『オヴィリ』1894 - 95年。オルセー美術館。
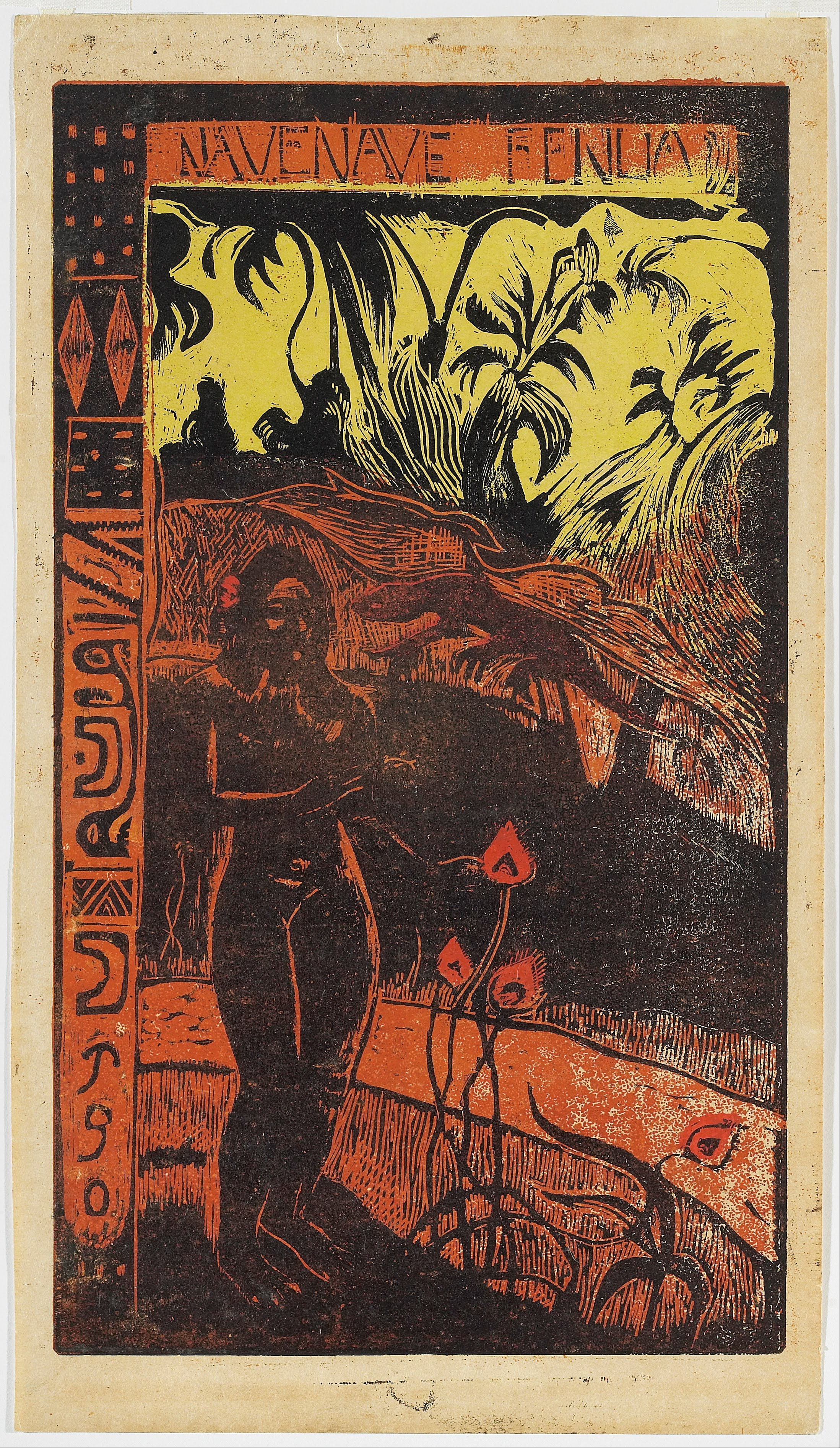
『ナヴェ・ナヴェ・ファヌ（かぐわしき大地）』、『ノア・ノア』の木版画、1894年。アートギャラリー・オブ・オンタリオ。

### 2度目のタヒチ滞在

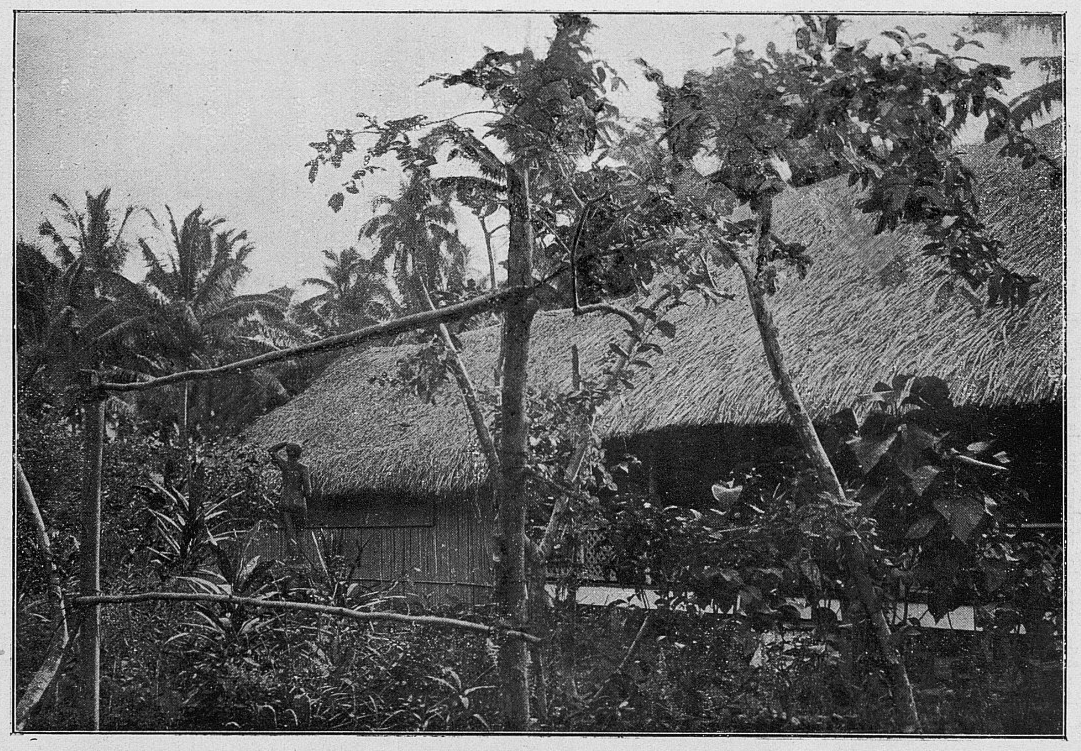
ゴーギャンのタヒチ・プナッアウイアでの家（1896年撮影）。

ゴーギャンは1895年6月28日、再びタヒチに向けて出発した。一つの原因は、『メルキュール・ド・フランス』1895年6月号に、エミール・ベルナールとカミーユ・モークレールがそろって自身を批判する記事を書いたことにある。パリの美術界で孤立したゴーギャンは、タヒチに逃げ場を求めるほかなかったといわれている。
同年9月にタヒチに着き、その後の6年間のほとんどをパペーテ周辺の画家コミュニティで暮らした。徐々に絵の売上げも増加しつつあり、友人や支持者の支援もあったため、生活は安定するようになった。ただ、1898年から1899年にはパペーテで事務仕事をしなければならなかったようであるが、記録は余り残っていない。パペーテの東10マイルにある富裕なプナッアウイア地区に家を建て、広大なアトリエを構えた。
好きな時には、パペーテに行って植民地の社交界に顔を出せるよう、馬車を持っていた。『メルキュール・ド・フランス』を購読し、パリの画家、画商、批評家、パトロンたちと熱心に手紙のやり取りをしていた。パペーテにいる間に、地元の政治では次第に大きな発言権を持つようになり、植民地政府に批判的な地元誌『Les Guêpes（スズメバチ）』に寄稿し、更には自ら月刊誌『Le Sourire（後に『Journal méchant』）』を編集・刊行するようになった。1900年2月には、『Les Guêpes』の編集者に就任し、1901年9月に島を去るまで続けた。彼が編集者を務めていた間の同誌は、知事と官僚に対する口汚い攻撃が特徴であったが、かといって原住民の権利を擁護しているわけでもなかった。
少なくとも最初の1年は、絵を描かず彫刻に集中していることをモンフレーに伝えている。この時期の木彫りの彫刻が、モンフレーのコレクションとして少数残っている。『十字架のキリスト』という、50センチメートルほどの円柱状の木の彫刻を仕上げているが、ブルターニュ地方のキリスト教彫刻の影響を受けたものと思われる。絵に復帰すると、『ネヴァモア』のように、性的イメージをはらんだヌードを描くようになる。この頃のゴーギャンが訴えようとした相手は、パリの鑑賞者ではなくパペーテの植民者たちであった。
しかし、健康状態はますます悪くなり、何度も入院した。フランスにいた当時、彼はコンカルノーを訪れた際に酔って喧嘩をし、足首を砕かれる重傷を負ったが、この時の骨折も完治していなかった。その治療にはヒ素が用いられたため、余計に健康を害することとなった。また、ゴーギャンは湿疹も訴えていたが、現在では、これは梅毒の進行を示すものと推測されている。
1897年4月、彼は、最愛の娘アリーヌが肺炎で亡くなったとの知らせを受け取った。同じ月、土地が売却されたため家を立ち退かざるを得なくなった。銀行から借入れをして、今までよりも豪華な家を建てようとしたが、身の丈に合わない借入れにより、その年の末には銀行から担保権を行使されそうになった。悪化する健康と借金の重荷の中、失意の縁に追い込まれたゴーギャンは、同年に自ら畢生の傑作と認める大作『われわれはどこから来たのか われわれは何者か われわれはどこへ行くのか』を仕上げた。モンフレーへの手紙によれば、作品完成の後、自殺を試みたという。この作品は、翌1898年11月、ヴォラールの画廊で、関連作品8点とともに展示された。これは、1893年にデュラン＝リュエル画廊で開いて以来のパリでの個展であり、今度は批評家たちも肯定的な評価を下した。ただ、同作は賛否両論でもあり、ヴォラールはこれを売るのに苦労した。1901年にようやく2500フランで販売され、そのうちヴォラールの手数料は500フランであったという。
ヴォラールは、それまでジョルジュ・ショーデというパリの画商を通じてゴーギャンから絵を購入していたが、ショーデが1899年秋に死去すると、直接の契約を締結した。この契約で、ゴーギャンは、毎月300フランの前渡金を受け取るとともに、少なくとも25点の作品を各200フランで売り、その上、画材の提供を受けることになった。ゴーギャンは、これによって、より原始的な社会を求めてマルキーズ諸島に移住するという計画が実現できると考えた。そして、タヒチでの最後の数か月を、優雅に暮らした。
ゴーギャンは、タヒチで良い粘土を入手できなかったことから、陶器作品を続けることができなくなっていた。また、印刷機がなかったため、モノタイプ (版画)を使わざるを得なかった。
ゴーギャンがタヒチにいる間に妻にしていたのは、プナッアウイア地区に住んでいたパウラという少女で、妻にした時に14歳半であった。彼女との間には2人の子供ができ、うち女の子は生後間もなく亡くなり、男の子はパウラが育てた。パウラは、ゴーギャンがマルキーズ諸島に行く時、同行するのを断った。

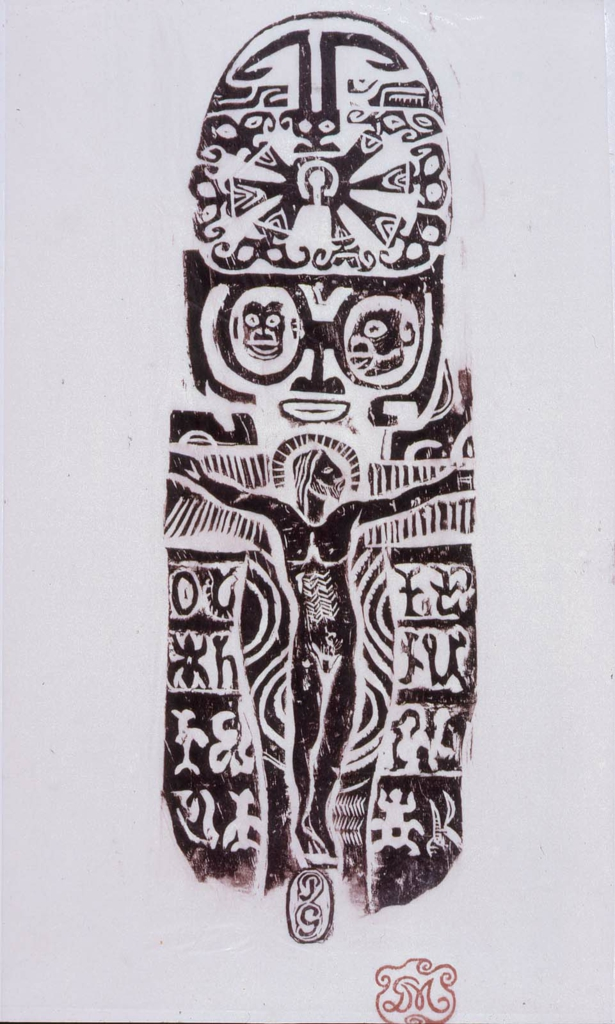
『十字架のキリスト』（1896年）からの転写（反転）。ボストン美術館。
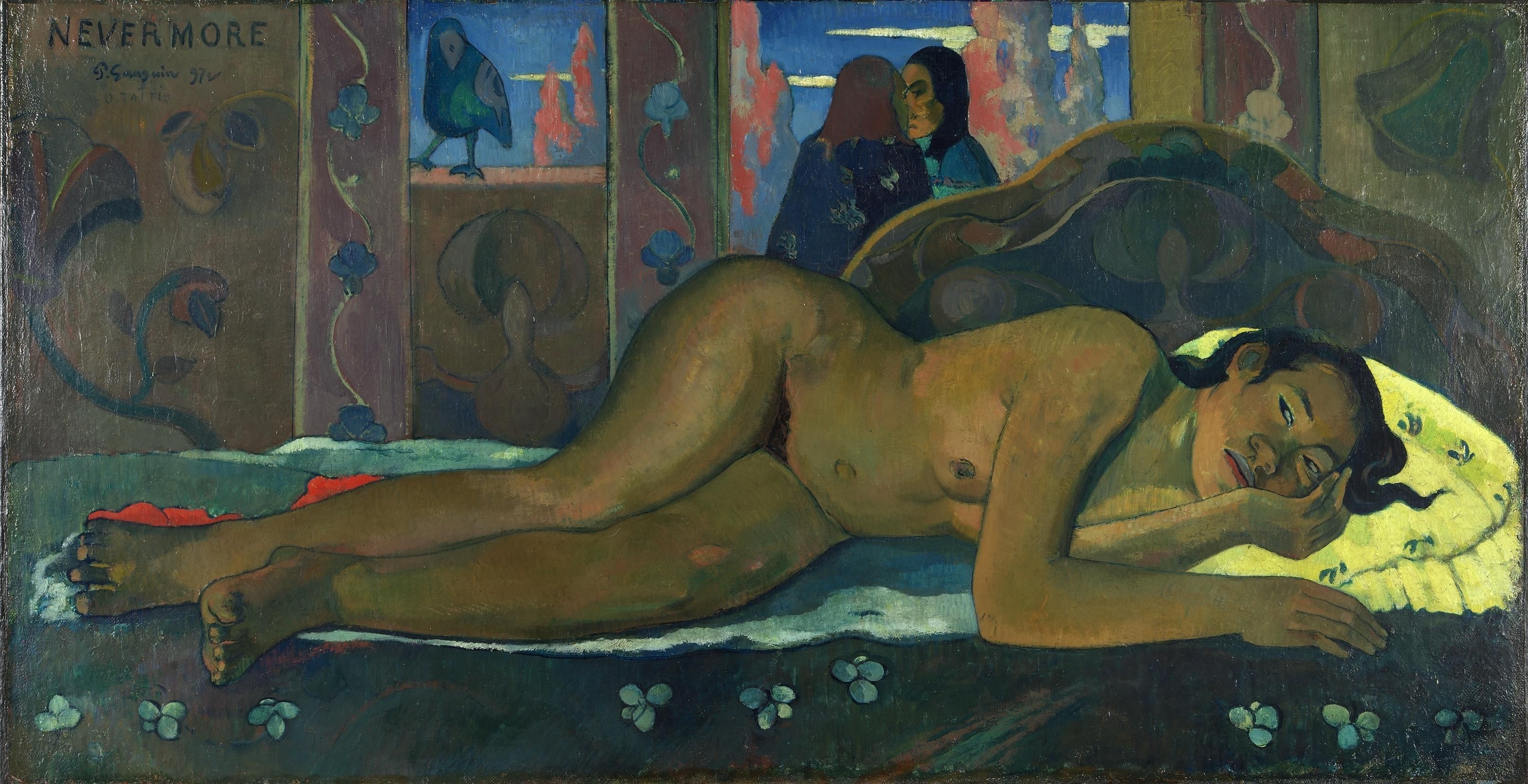
『ネヴァモア（英語版）』1897年。コートールド美術研究所。
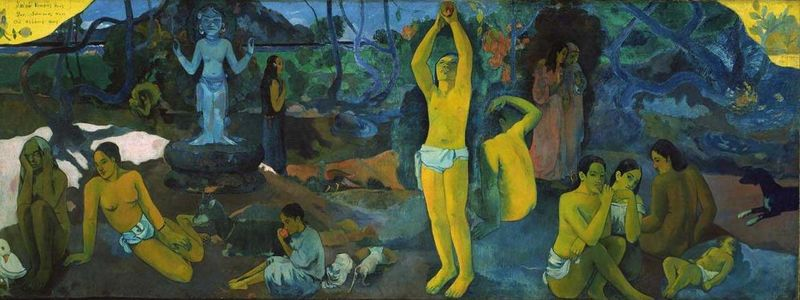
『われわれはどこから来たのか われわれは何者か われわれはどこへ行くのか』1897 - 1898年。ボストン美術館。
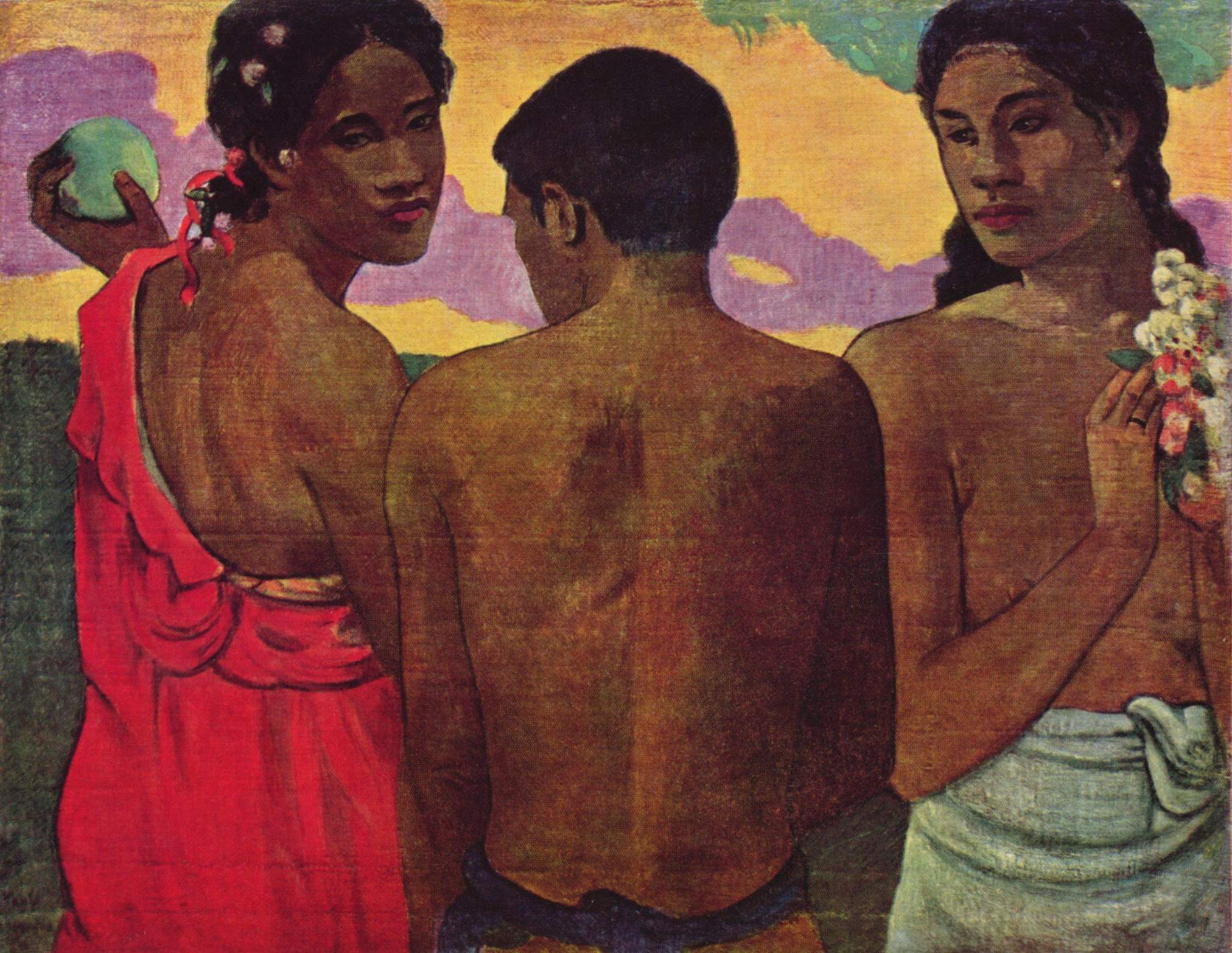
『3人のタヒチ人』1899年。
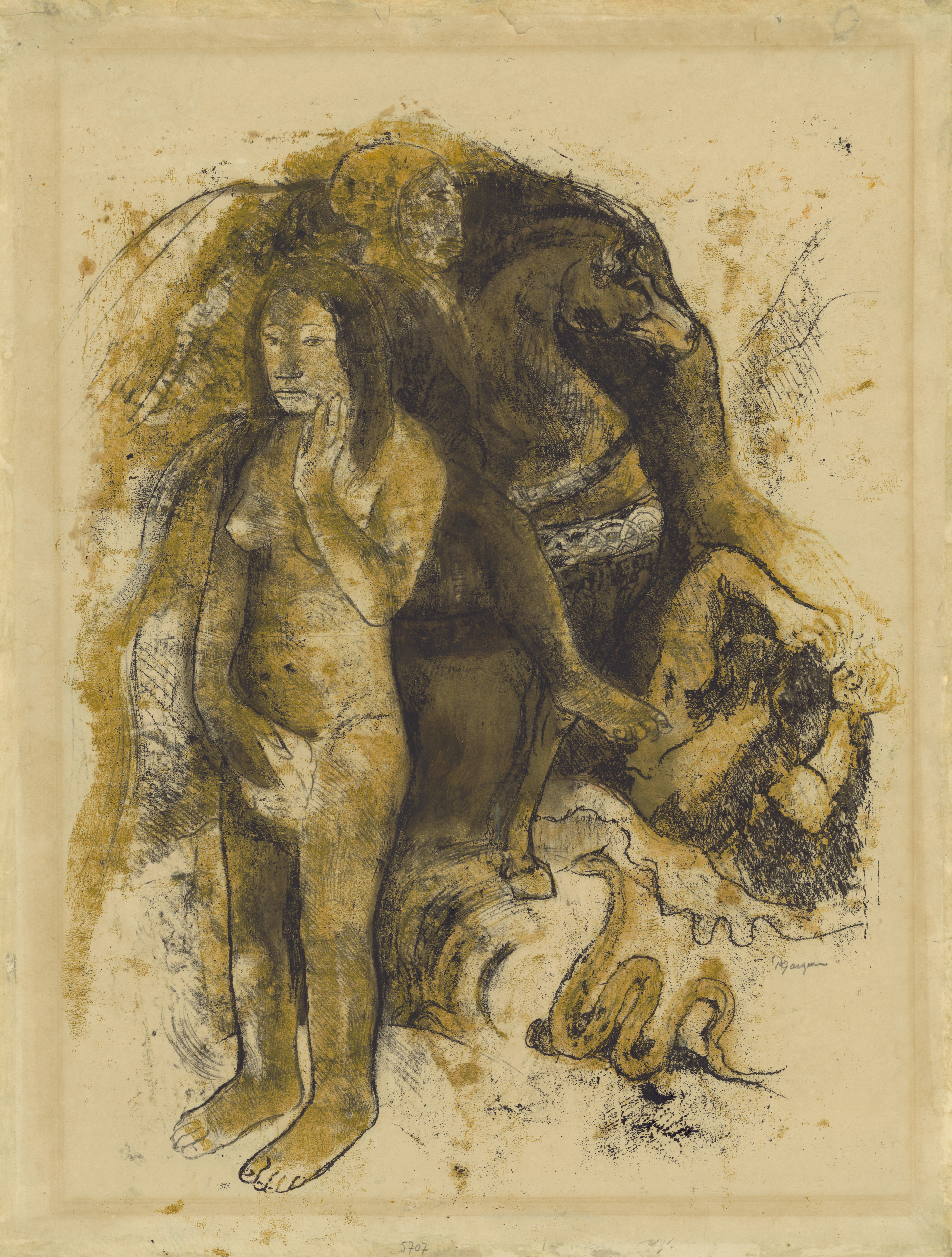
『夜（悪夢）』1899 - 1900年、モノタイプ。J・ポール・ゲティ美術館。
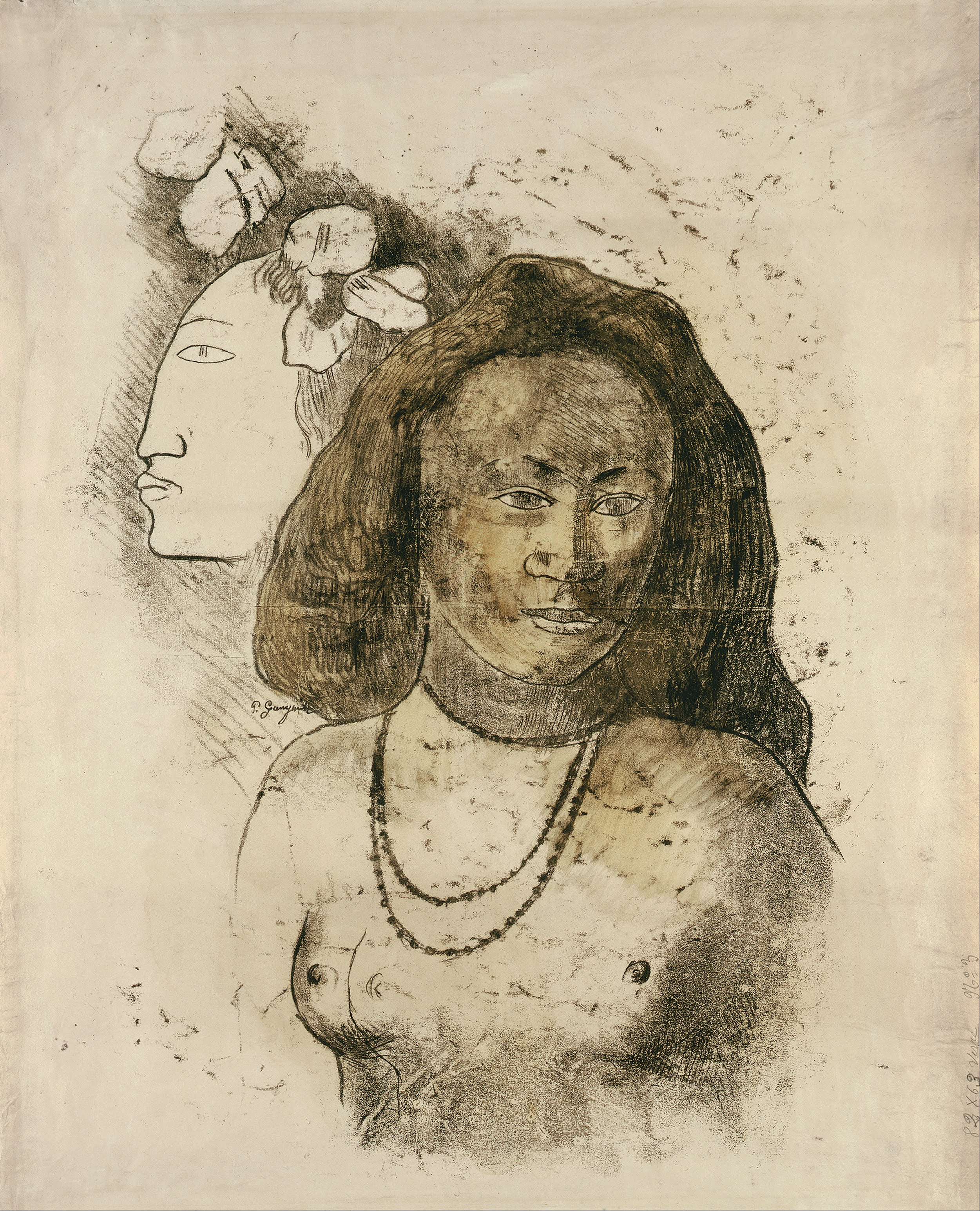
『邪悪な精のついたタヒチの女性』1899 - 1900年、モノタイプ。シュテーデル美術館。

### マルキーズ諸島

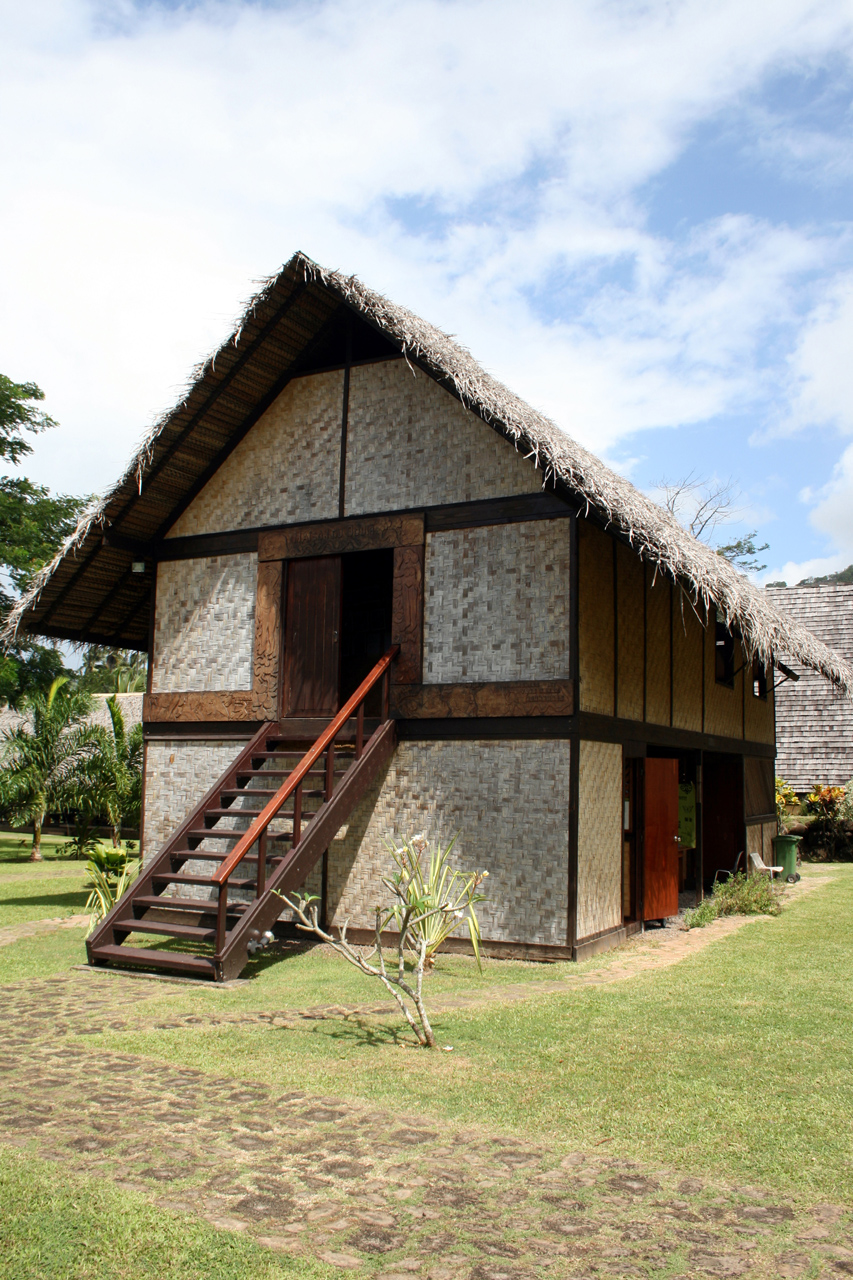
ゴーギャンの家「メゾン・デュ・ジュイール（快楽の家）」の復元。

ゴーギャンは、最初にタヒチのパペーテを訪れた時から、マルキーズ諸島で作られた碗や武器を見て、マルキーズ諸島に行きたいという思いを持っていた。しかし、実際のマルキーズ諸島は、太平洋の島々の中でも最も西欧の病気（特に結核）で汚染された島々であり、18世紀には8万人いたという人口は当時4000人にまで落ち込んでいた。またタヒチと同様西欧化され、既に独自の文化を失っていた。
ゴーギャンは1901年9月16日、ヒバ・オア島に着き、マルキーズ諸島の政庁があるアトゥオナに住み始めた。アトゥオナはパペーテよりは開発が遅れていたが、汽船の定期便があった。医師はいたが翌年2月にパペーテに去ってしまったため、ゴーギャンは、ベトナム人冒険家のグエン・ヴァン・カムと、プロテスタントの牧師で医学を学んだことがあるというポール・ヴェルニエに病気の治療を頼ることになり、2人と親しくなった。ゴーギャンは、ミサに欠かさず通うことで地元の司教の機嫌をとってから、町の中心部にカトリック布教所から土地を買い取った。司教ジョセフ・マルタンは、当初、タヒチでゴーギャンがカトリック側を支持する言論活動を行っていたことから、ゴーギャンに好意的に振る舞った。

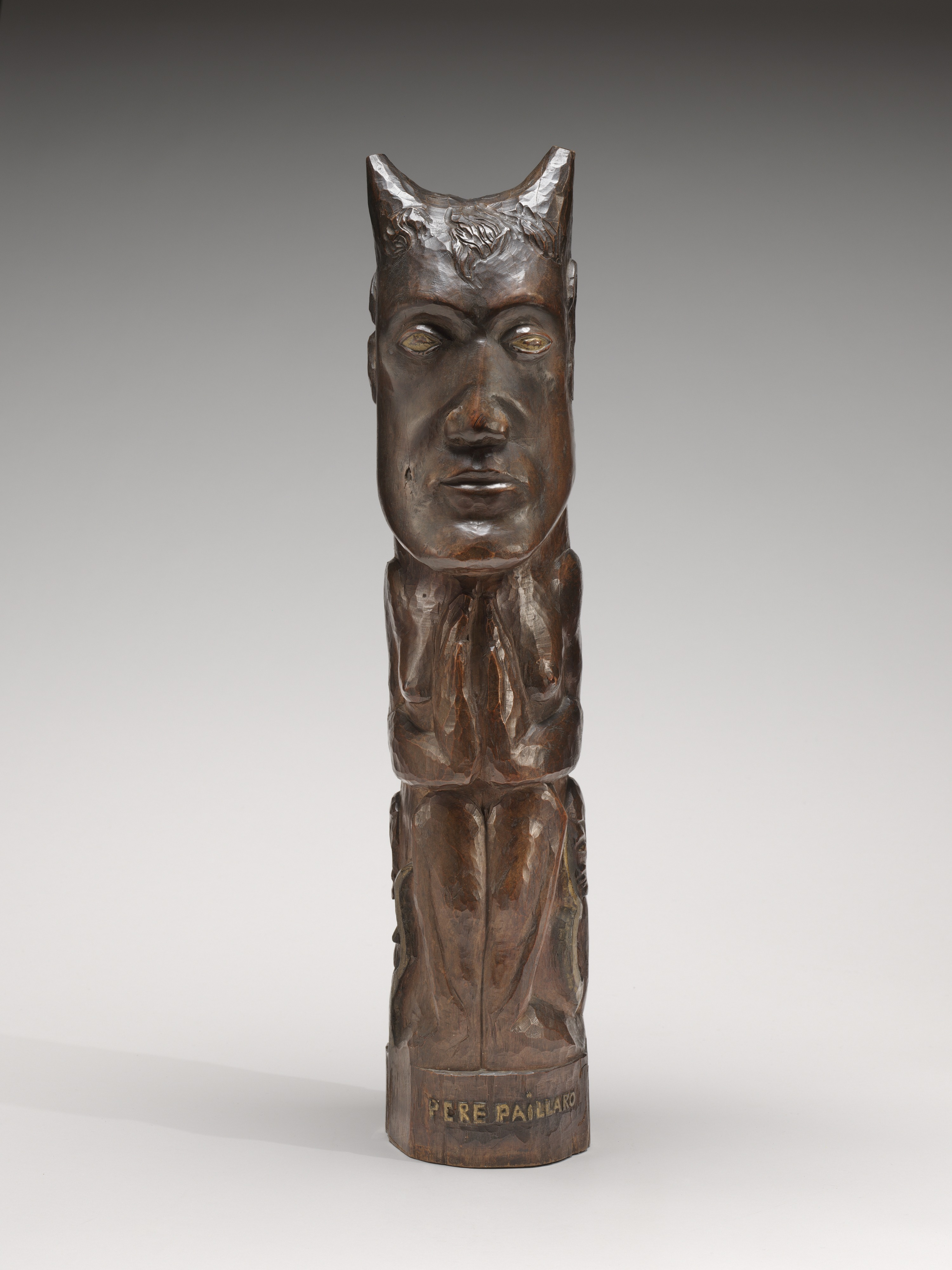
『好色親爺』1902年。ナショナル・ギャラリー (ワシントン)。マルタン司教をあざけったもの。

ゴーギャンはこの土地に2階建ての建物を建て、「メゾン・デュ・ジュイール（快楽の館）」と名づけた。壁には、彼が集めたポルノ写真が飾られていた。初めの頃、この家にはポルノ写真を見ようと多くの地元住民が詰めかけた。このことだけでも司教には不快なことだったが、ゴーギャンはその上、司教とその愛人と噂される召使を当てこすった2体の彫刻を階段の前に置いたり、カトリックのミッション・スクール制度を批判したりしたことで、司教との関係は更に悪化した。
ゴーギャンは、ミッション・スクールから2マイル半以上離れた生徒は通学の義務がないと主張し、これによって多くの女生徒が学校に行かなくなってしまった。その中の1人、14歳の少女ヴァエホ（マリー＝ローズとも呼ばれた）を妻とした。少女にとっては、健康状態のますます悪化したゴーギャンを毎日看護してやらなければならず、重荷であった。それでも、彼女はゴーギャンとの同居を選んだ。
1901年11月までに新居を設け、ヴァエホ、料理人と2人の召使、犬のペゴー、猫1匹と暮らし始めた。ここでゴーギャンは制作に専念するようになり、翌1902年4月にはヴォラールに20枚のキャンバスを送っている。彼は、モンフレーに、マルキーズではモデルも見つけやすいので新しいモチーフを見つけることができると思うと書き送っている。タヒチ時代のテーマを避けて、風景画、静物画、人物の習作に取り組んだが、タヒチ時代の絵を深化させた『扇を持った若い女』、『赤いケープをまとったマルキーズの男』、『未開の物語』という3作品を制作している。
1902年には、ゴーギャンの健康状態は再び悪化し、足の痛み、動悸、全身の衰弱といった症状に悩まされた。9月には、足の怪我の痛みが激しくなり、モルヒネ注射をせざるを得なくなった。視力も悪化し、最後の自画像では眼鏡をかけている。

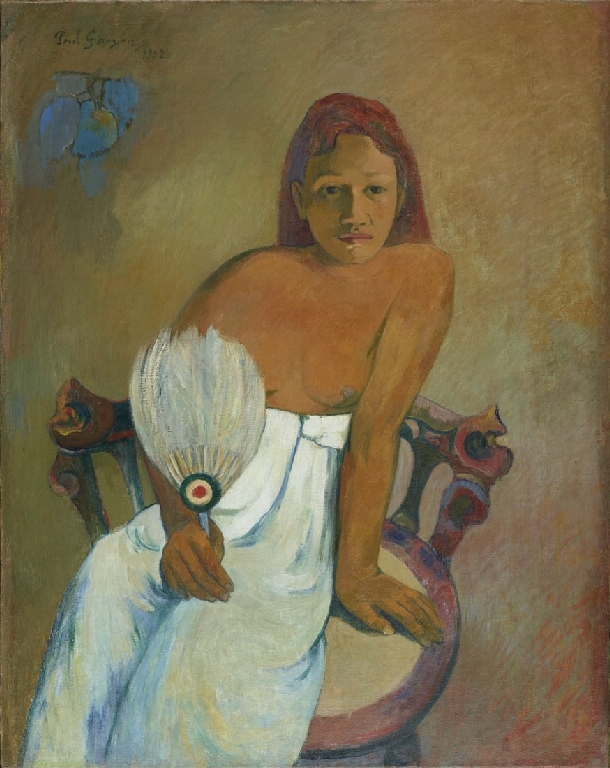
『扇を持った若い女』1902年。フォルクヴァンク美術館。
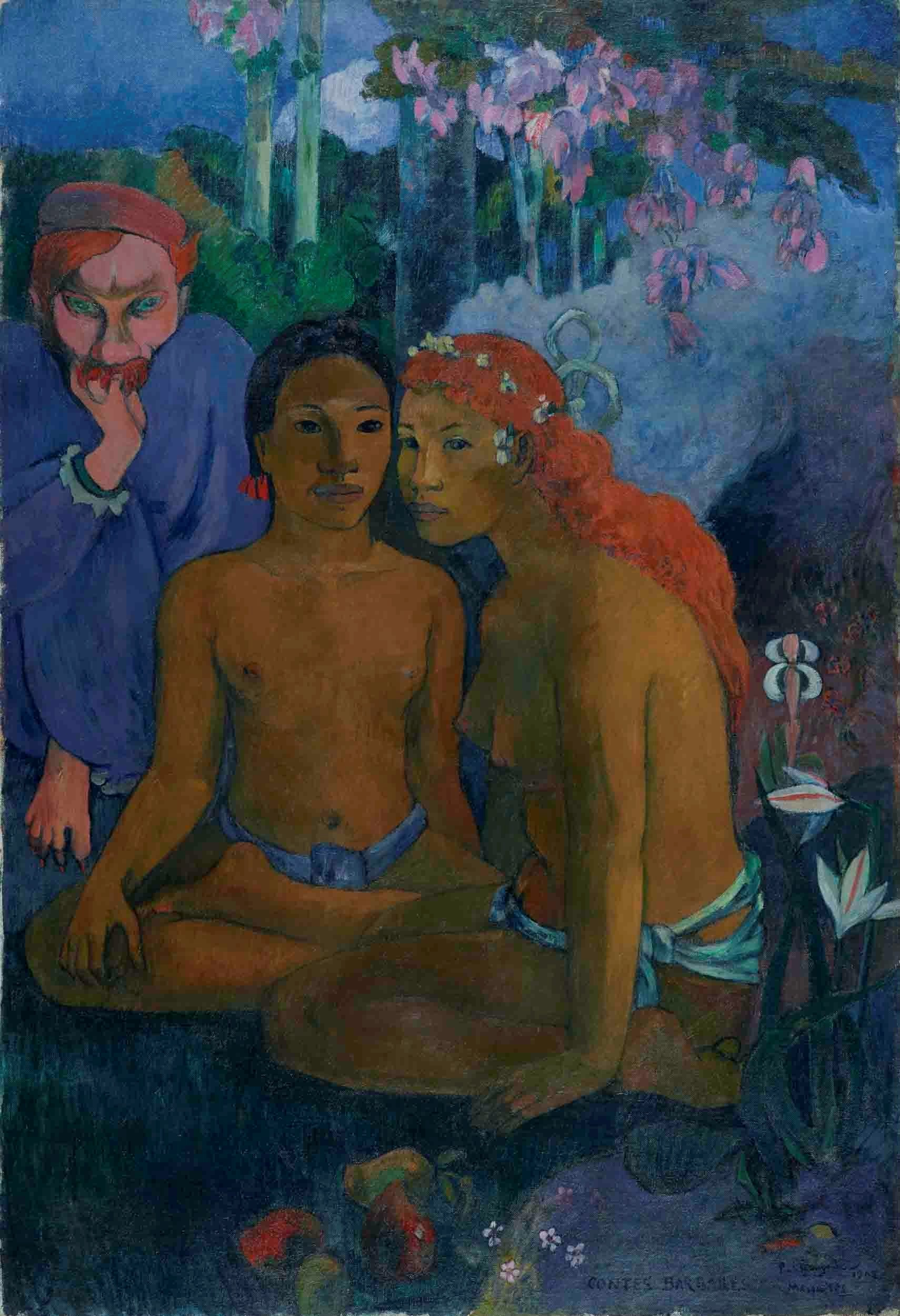
『未開の物語』1902年。フォルクヴァンク美術館。
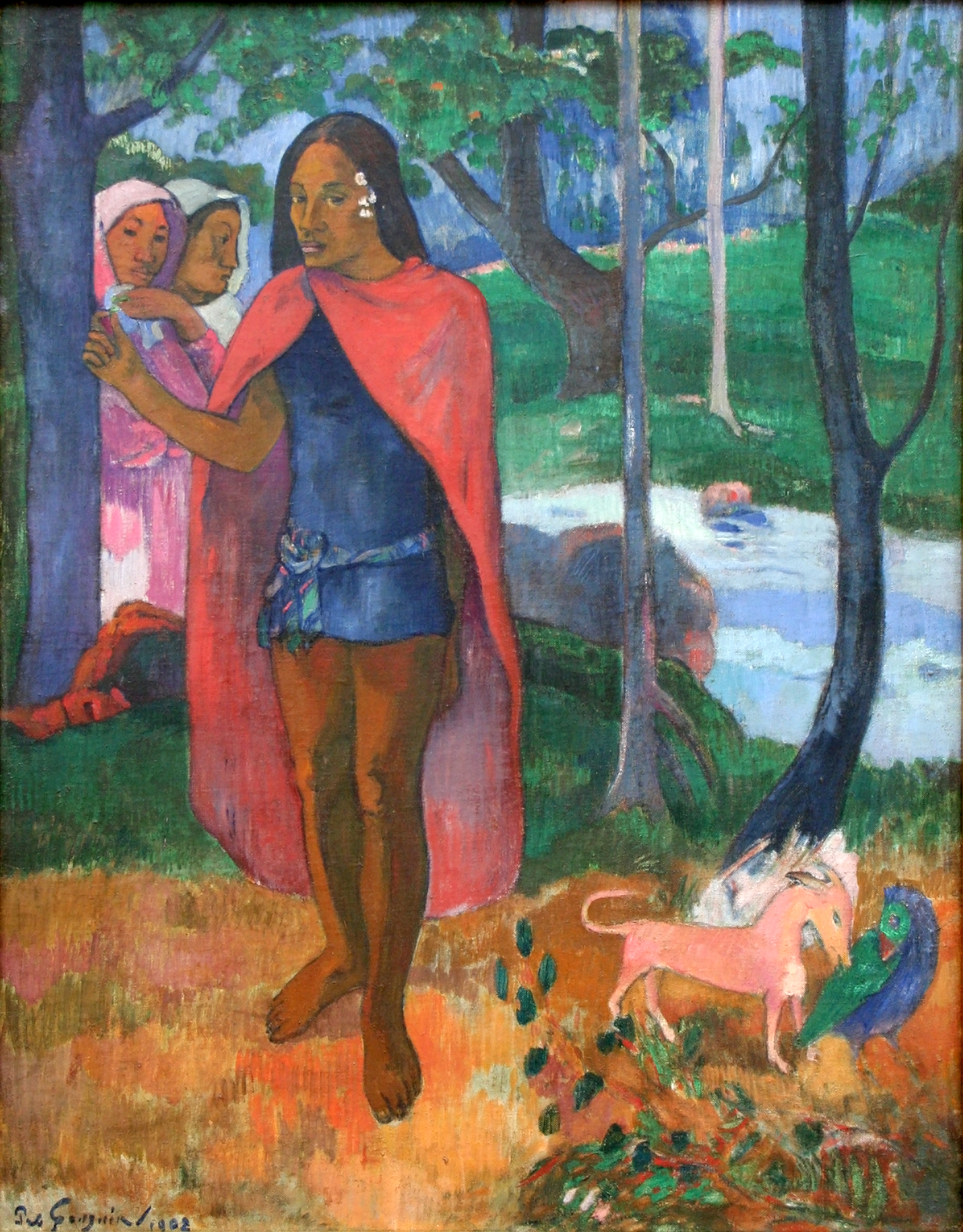
『赤いケープをまとったマルキーズの男』1902年。リエージュ近代美術館。
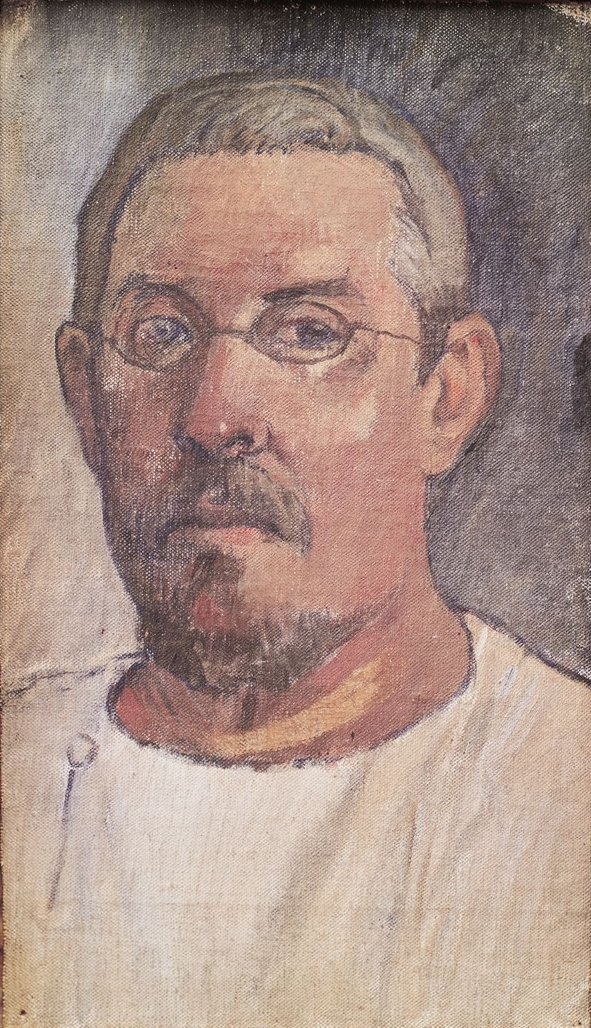
『自画像』1903年。バーゼル市立美術館。

1902年7月、妊娠中だったヴァエホがゴーギャンのもとを去り、家族と友人のいる故郷の隣村で子供を産もうと帰ってしまった。ヴァエホは9月に子供を産んだが、戻ってくることはなかった。ゴーギャンはその後、新たな妻を迎えなかった。ちょうどこの時期に、マルタン司教との間でのミッション・スクールをめぐる論争が加熱していた。
12月には、病状の悪化によりほとんど絵の制作ができなくなった。最期を悟ったゴーギャンは『前語録』（Avant et après）と題する自伝的回顧録を書き始め、2か月で完成させた。表題には、タヒチに来る前と後の体験を綴ったという意味と、祖母の回顧録『過去と未来』への敬意が含まれていると考えられる。ポリネシアでの生活、自分の生涯、文学・絵画への批評などが雑多に綴られたものである。その中には、地元当局や、マルタン司教、妻メットやデンマーク人一般などへの批判も盛り込まれている。
1903年初頭、ゴーギャンは島駐在の国家憲兵ジャン＝ポール・クラヴェリーやその部下の無能力や汚職を告発する活動を始めた。しかし、逆にクラヴェリーから名誉毀損で告発され、3月27日に罰金500フラン、禁錮3か月の判決を受けた。ゴーギャンはすぐにパペーテの裁判所に控訴し、その旅費の資金集めを始めたが、5月8日の朝に急死した。

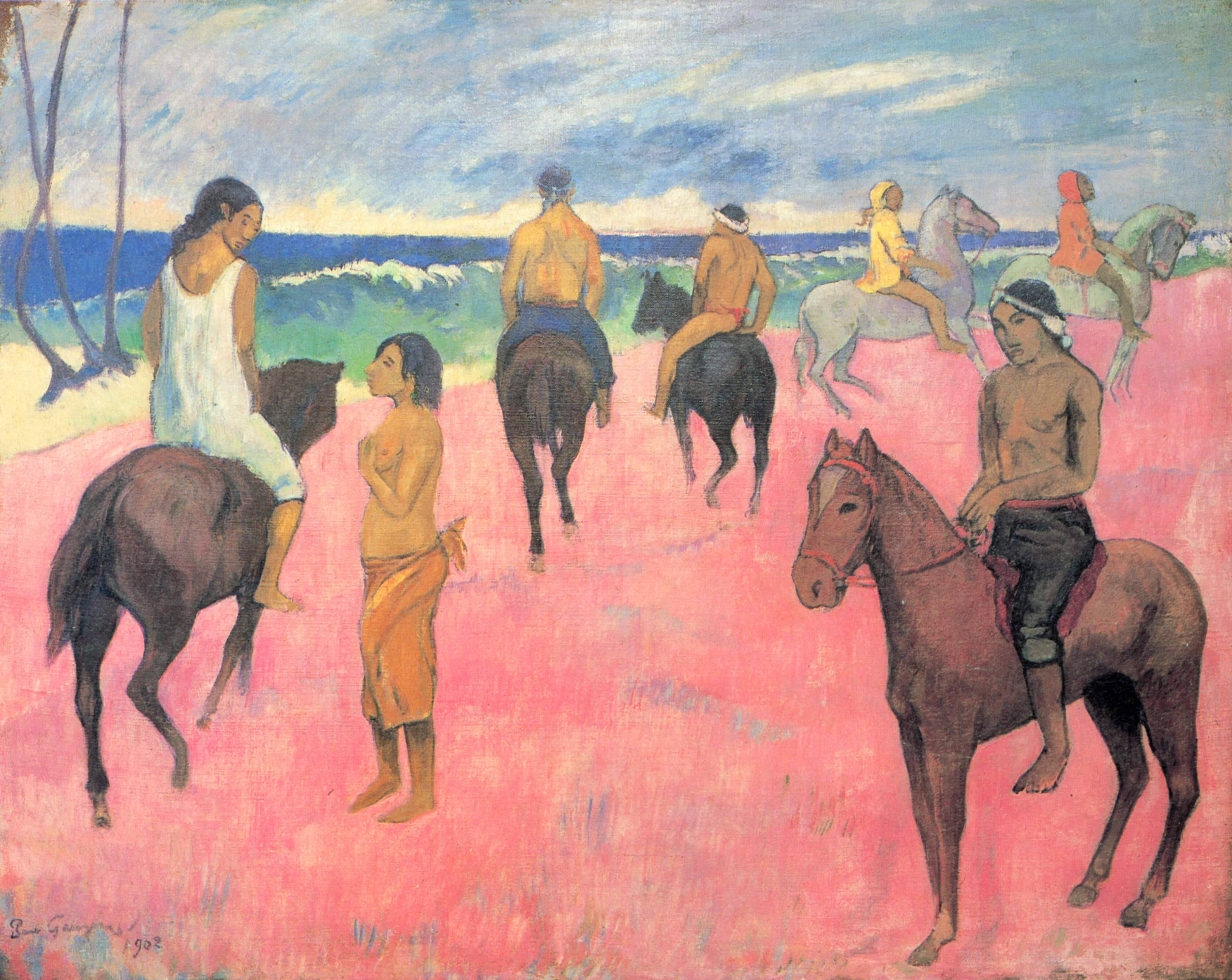
『海辺の騎手たち』1902年。個人コレクション。
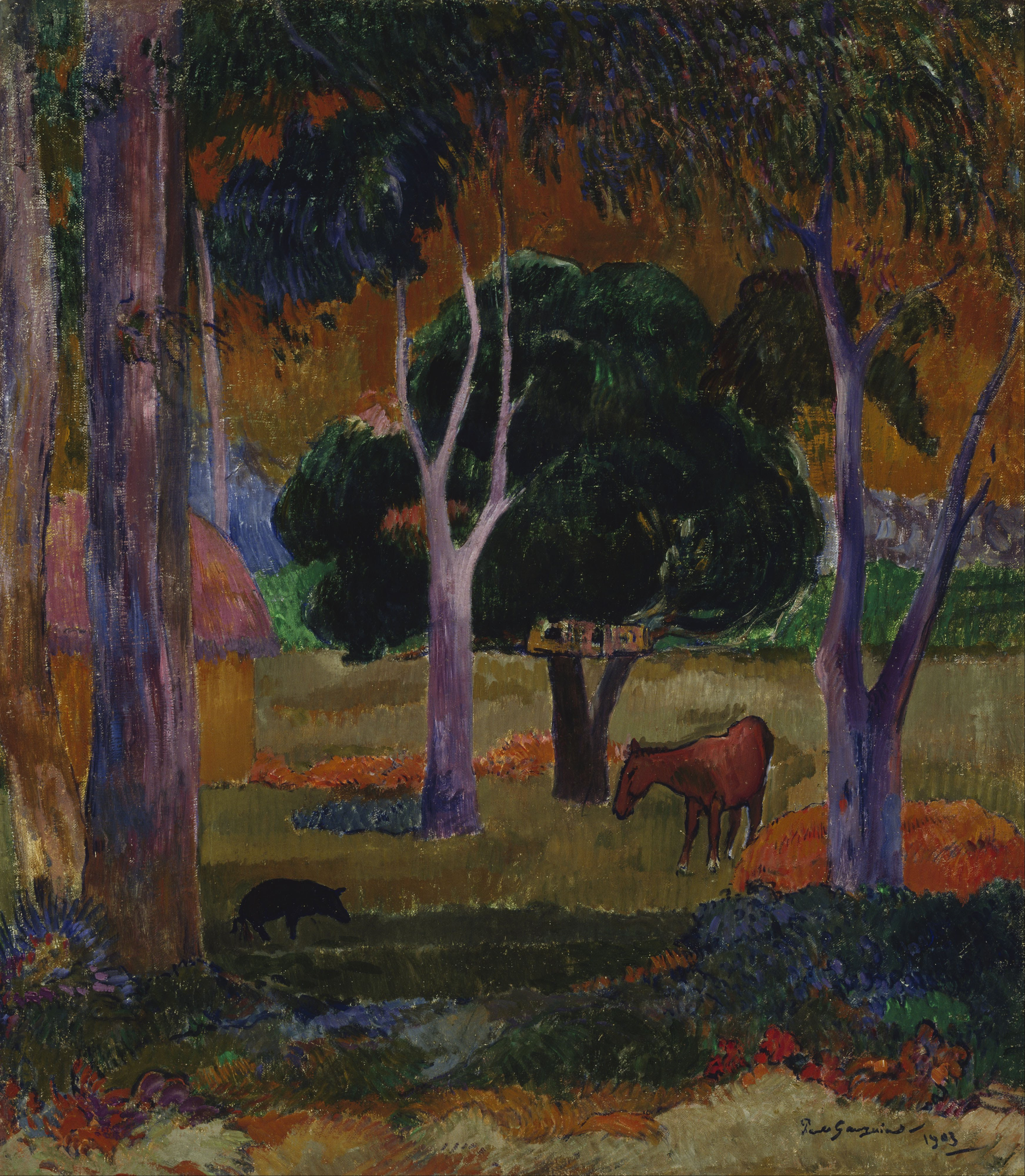
『豚と馬のいる風景』1903年。アテネウム美術館（ヘルシンキ）。
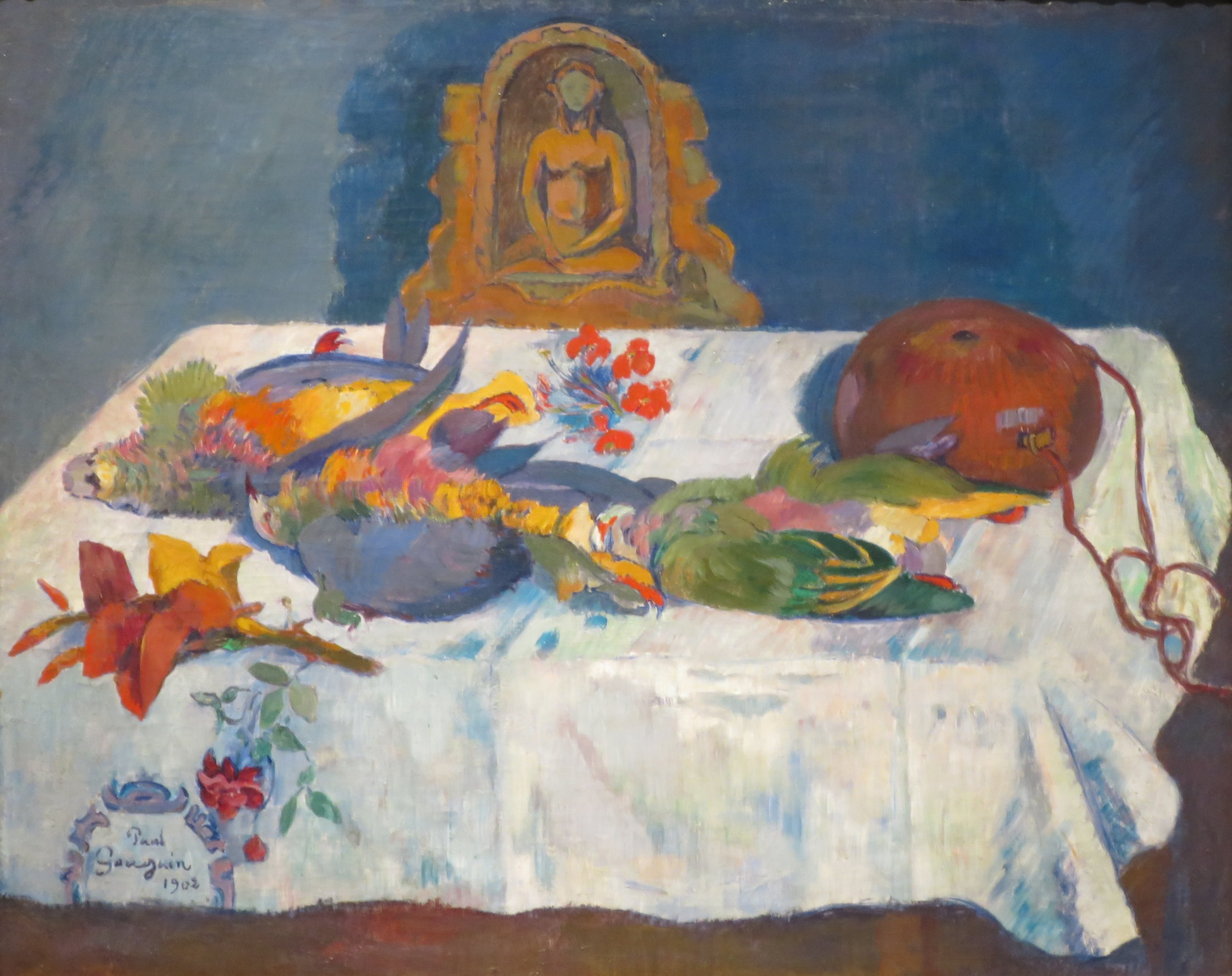
『異国の鳥のある静物』1902年。プーシキン美術館。

### 死去

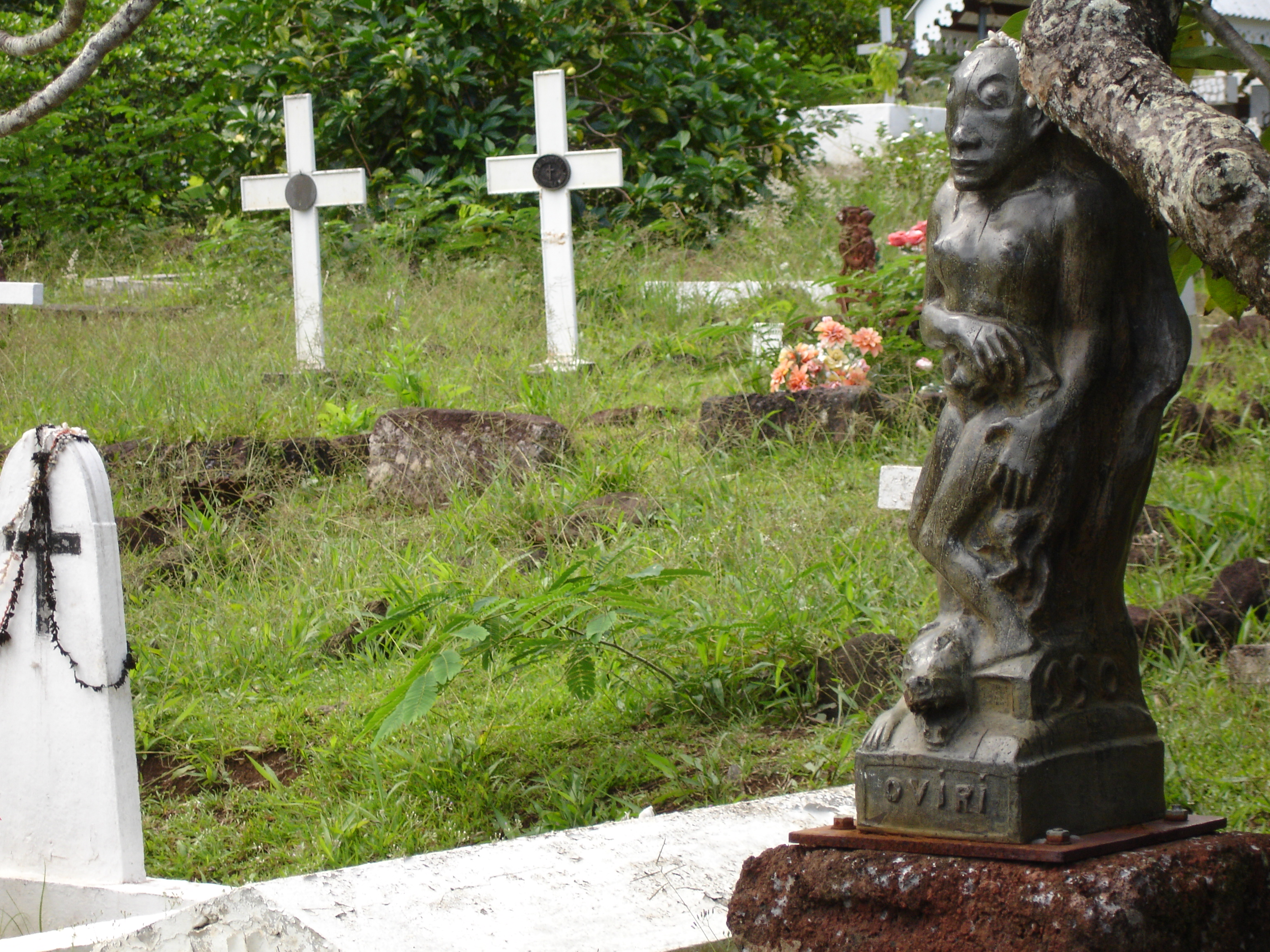
アトオナにあるゴーギャンの墓と『オヴィリ』像。

ゴーギャンは、名誉毀損で有罪判決を受けてから、その控訴のための準備をしていた。この時点で体力は相当落ち込んでおり、体の痛みも激しかったため、再びモルヒネに頼るようになった。死は、1903年5月8日の朝、突然訪れた。それに先立ち、ゴーギャンはポール・ヴェルニエ牧師を呼び、ふらふらすると訴えている。ヴェルニエ牧師はゴーギャンと言葉を交わし、容態が安定していると考えて立ち去った。ところが、午前11時に近くの住人ティオカがゴーギャンが死んでいるのを発見した。そして、マルキーズ諸島の伝統的なやり方に則って、蘇りのために彼の頭を噛んだ。枕元には、アヘンチンキの空の瓶が置いてあり、その過剰摂取が死の原因ではないかと疑われることになった。他方、ヴェルニエは心臓発作が死因だと考えた。
ゴーギャンは翌9日の午後2時、カトリック教会のカルヴァリー墓地に埋葬された。1973年、彼の遺志に従って『オヴィリ』のブロンズ像が横に置かれた。皮肉にも、ゴーギャンの墓の一番近くに埋葬されているのはマルタン司教である。
ゴーギャン死亡の報は、1903年8月23日までフランスに届かなかった。遺言はなく、価値のない家財はアトゥオナで競売に付され、手紙、原稿、絵画は9月5日にパペーテで競売にかけられた。このように財産が速やかに処分されてしまったため、彼の晩年に関する情報が失われてしまったと指摘されている。妻メットが競売の売上金を受け取ったが、およそ4000フランであった。

## 後世
ポール・セザンヌに「中国の切り絵」と批評されるなど、同時代の画家たちからの受けは悪かったが、没後西洋と西洋絵画に深い問いを投げかけたゴーギャンの孤高の作品群は、次第に名声と尊敬を獲得していった。
イギリスの作家サマセット・モームの代表作『月と六ペンス』（初刊は1919年出版）の主人公の画家のモデルとなった。
2015年2月7日、『Nafea Faa Ipoipo（いつ結婚するの）』（1892年作）が、プライベートセールにかけられ、史上最高額となる3億ドル（およそ360億円）で落札された。

### 関連映画
- 『黄金の肉体 ゴーギャンの夢（フランス語版）』 The Wolf at the Door （1986年）
監督ヘニング・カールセン、出演ドナルド・サザーランド、フランス・デンマーク合作映画
- 『シークレット・パラダイス』 PARADISE found （2003年）
監督マリオ・アンドレアキオ、出演キーファー・サザーランド、フランス映画
- 『ゴーギャン タヒチ、楽園への旅』 Gauguin - Voyage de Tahiti （2017年）
監督エドゥアルド・デルック、出演ヴァンサン・カッセル、フランス映画

## 作品

### 自画像

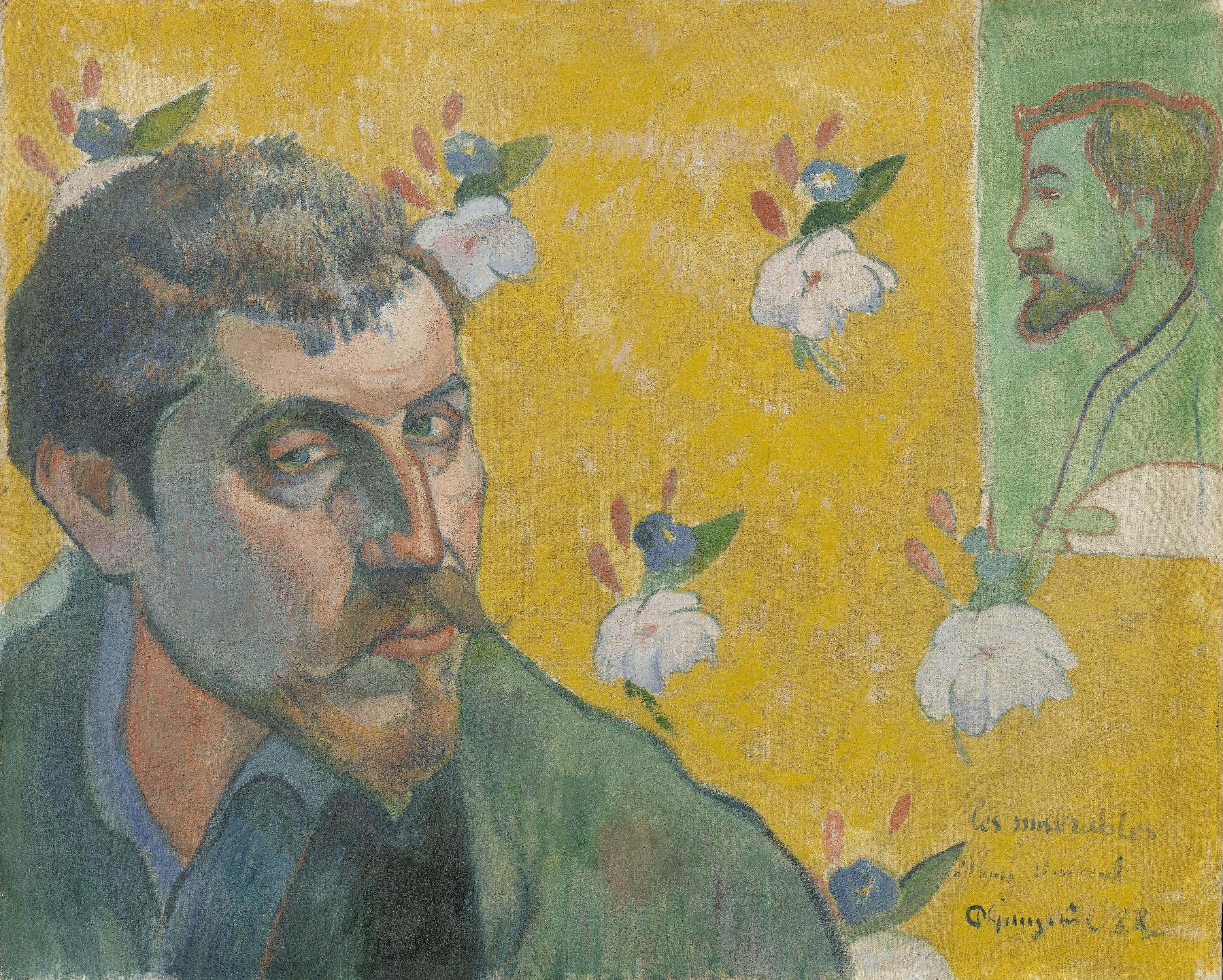
1888年。ゴッホ美術館。
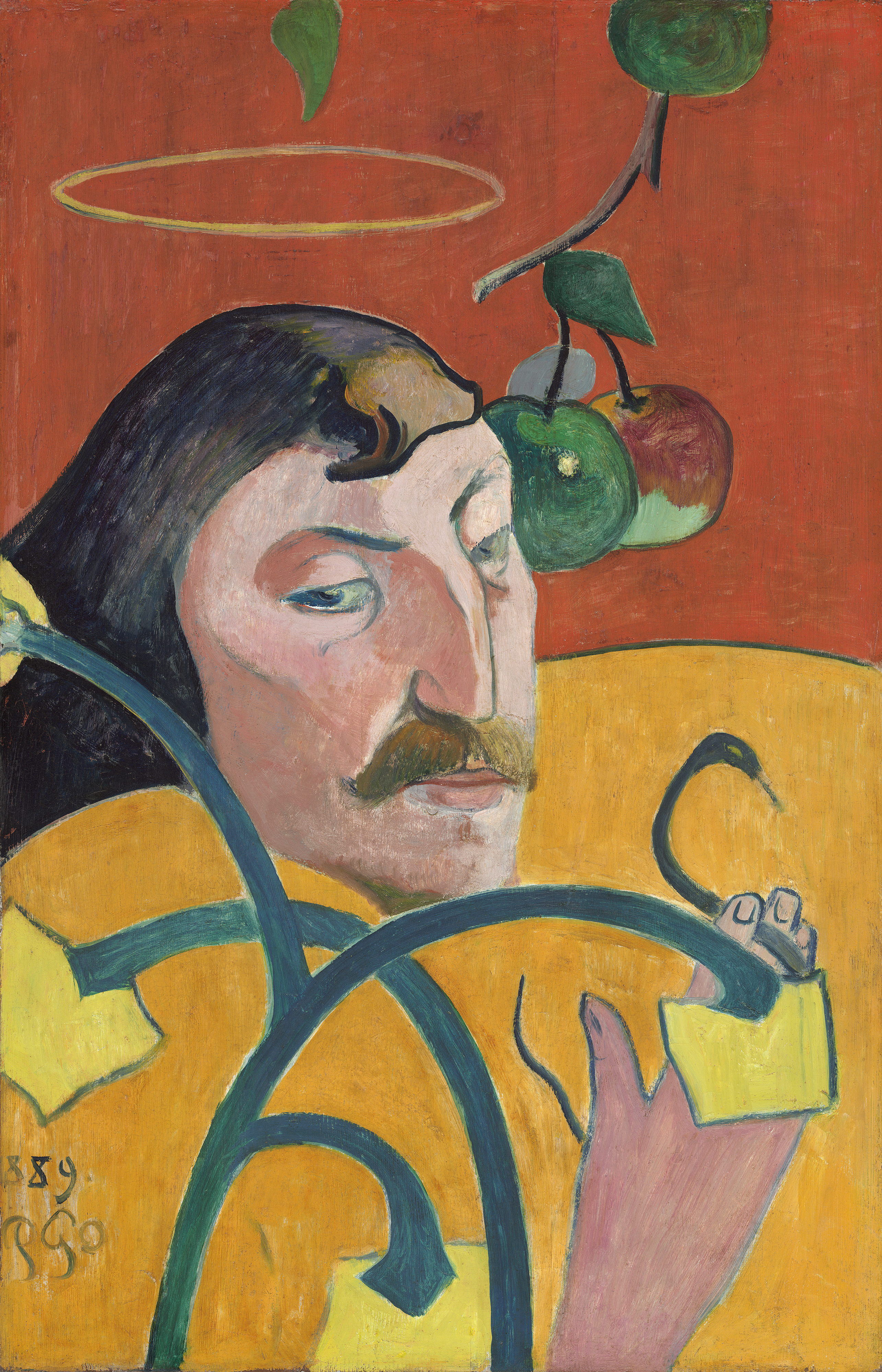
1889年。ナショナル・ギャラリー。
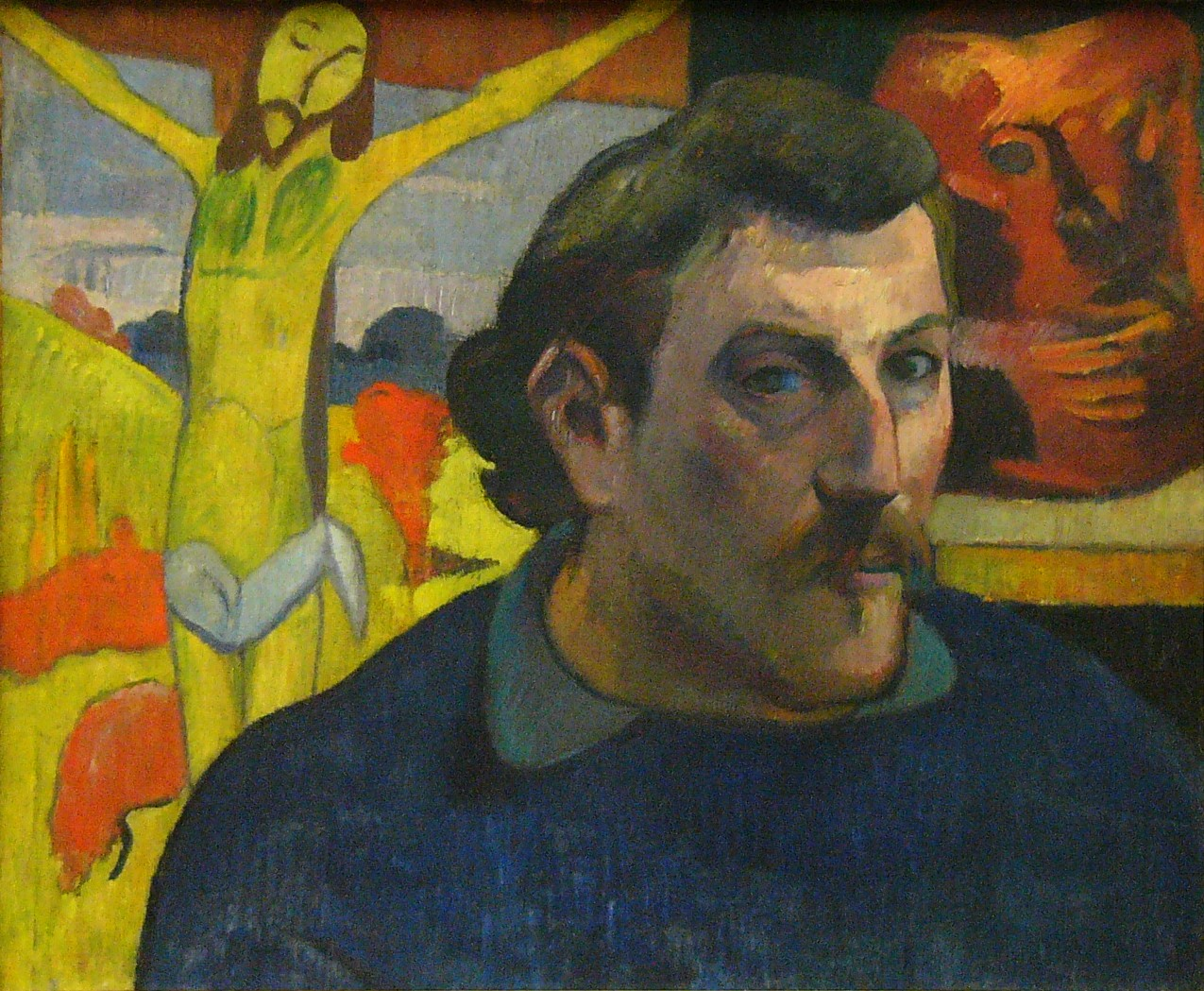
1889 - 1890年。オルセー美術館。
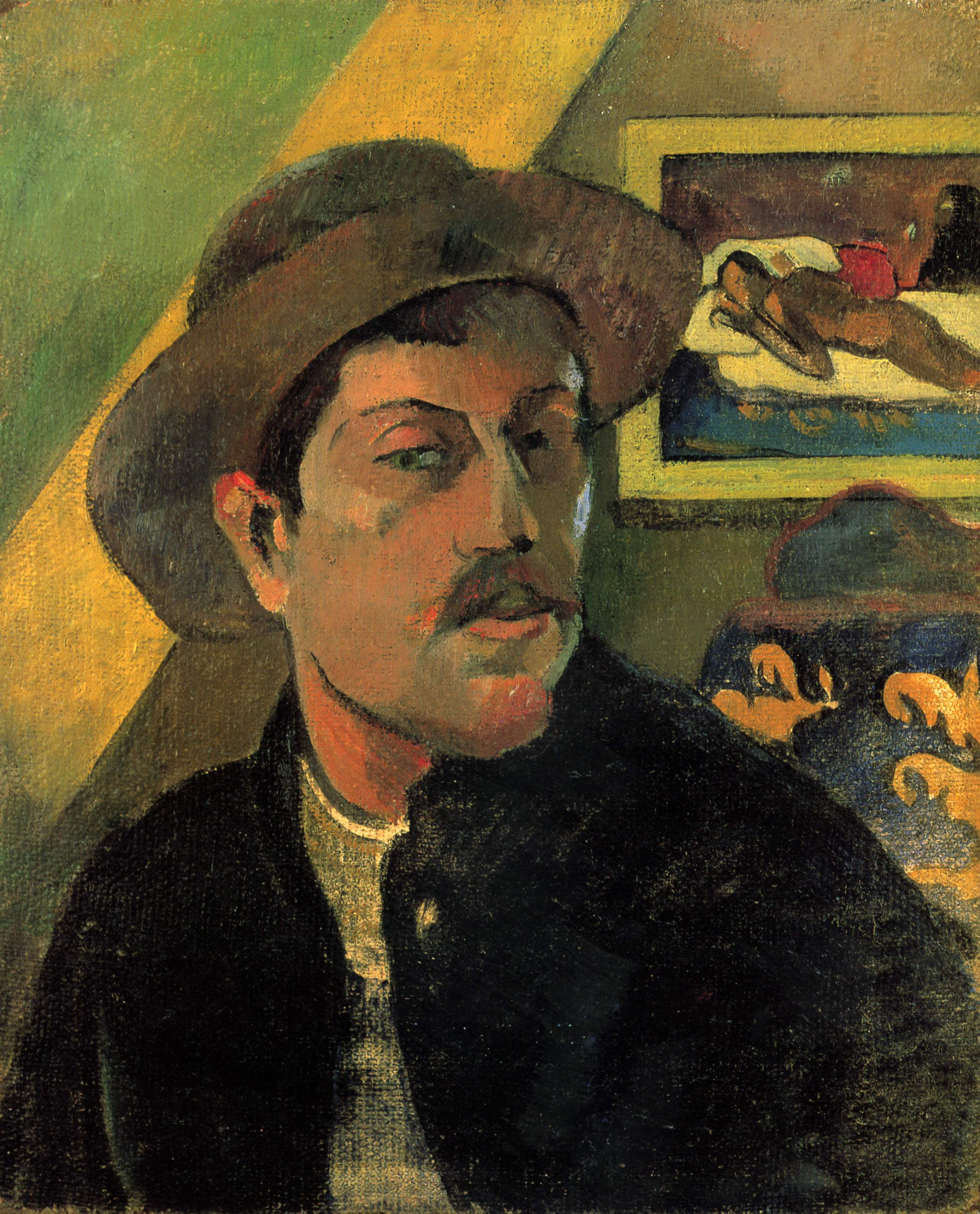
1893年。オルセー美術館。